# 2022
| [ Edytuj tabelę ]                                                | |
| Prezydent Polski                                                 | - 2015 Andrzej Duda 2025 |
| Premier Polski                                                   | - 2017 Mateusz Morawiecki 2023 |
| Prezydent Abchazji                                               | - 2020 Asłan Bżanija |
| Premier Abchazji                                                 | - 2020 Aleksandr Ankwab |
| Emir Afganistanu                                                 | - 2021 Hibatullah Achundzada |
| Premier Afganistanu                                              | - 2021 Hasan Achund (p.o.) 2023 |
| Prezydent Albanii                                                | - 2017 Ilir Meta 2022 - 2022 Bajram Begaj                                                                                               |
| Premier Albanii                                                  | - 2013 Edi Rama |
| Prezydent Algierii                                               | - 2019 Abdelmadjid Tebboune |
| Premier Algierii                                                 | - 2021 Ajman Bin Abd ar-Rahman 2023 |
| Współksiążęta Andory                                             | - 2003 Joan Enric Vives Sicília 2025 - 2017 Emmanuel Macron                                                                             |
| Premier Andory                                                   | - 2019 Xavier Espot Zamora |
| Prezydent Angoli                                                 | - 2017 João Lourenço |
| Premier Antigui i Barbudy                                        | - 2014 Gaston Browne |
| Król Arabii Saudyjskiej                                          | - 2015 Salman ibn Abd al-Aziz Al Su’ud                                                                                                  |
| Prezydent Argentyny                                              | - 2019 Alberto Fernández 2023 |
| Prezydent Armenii                                                | - 2018 Armen Sarkisjan 2022 - 2022 Alen Simonian (p.o.) 2022 - 2022 Wahagn Chaczaturian                                                 |
| Premier Armenii                                                  | - 2018 Nikol Paszinian |
| Premier Australii                                                | - 2018 Scott Morrison 2022 - 2022 Anthony Albanese                                                                                      |
| Prezydent Austrii                                                | - 2017 Alexander Van der Bellen |
| Kanclerz Austrii                                                 | - 2021 Karl Nehammer 2025 |
| Prezydent Azerbejdżanu                                           | - 2003 İlham Əliyev |
| Premier Azerbejdżanu                                             | - 2019 Əli Əsədov |
| Premier Bahamów                                                  | - 2021 Philip Davis |
| Król Bahrajnu                                                    | - 2002 Hamad ibn Isa Al Chalifa |
| Premier Bahrajnu                                                 | - 2020 Salman ibn Hamad ibn Isa Al Chalifa                                                                                              |
| Prezydent Bangladeszu                                            | - 2013 Abdul Hamid 2023 |
| Premier Bangladeszu                                              | - 2009 Sheikh Hasina 2024 |
| Prezydent Barbadosu                                              | - 2021 Sandra Mason |
| Premier Barbadosu                                                | - 2018 Mia Mottley |
| Król Belgów                                                      | - 2013 Filip I |
| Premier Belgii                                                   | - 2020 Alexander De Croo 2025 |
| Premier Belize                                                   | - 2020 Juan Antonio Briceño |
| Prezydent Beninu                                                 | - 2016 Patrice Talon |
| Król Bhutanu                                                     | - 2006 Jigme Khesar Namgyel Wangchuck                                                                                                   |
| Premier Bhutanu                                                  | - 2018 Lotay Tshering 2023 |
| Prezydent Białorusi                                              | - 1994 Alaksandr Łukaszenka |
| Premier Białorusi                                                | - 2020 Raman Hałouczenka 2025 |
| Prezydent Boliwii                                                | - 2020 Luis Arce |
| Przewodniczący Prezydium Bośni i Hercegowiny                     | - 2021 Željko Komšić 2022 - 2022 Šefik Džaferović 2022 - 2022 Željka Cvijanović 2023                                                    |
| Premier Bośni i Hercegowiny                                      | - 2019 Zoran Tegeltija 2023 |
| Prezydent Botswany                                               | - 2018 Mokgweetsi Masisi 2024 |
| Prezydent Brazylii                                               | - 2019 Jair Bolsonaro 2023 |
| Sułtan Brunei                                                    | - 1967 Hassanal Bolkiah |
| Prezydent Bułgarii                                               | - 2017 Rumen Radew |
| Premier Bułgarii                                                 | - 2021 Kirił Petkow 2022 - 2022 Gyłyb Donew 2023                                                                                        |
| Prezydent Burkiny Faso                                           | - 2015 Roch Marc Christian Kaboré 2022                                                                                                  |
| Przewodniczący Ruchu na rzecz Ochrony i Odbudowy Burkina Faso    | - 2022 Paul-Henri Sandaogo Damiba 2022 - 2022 Ibrahim Traore                                                                            |
| Premier Burkiny Faso                                             | - 2021 Lassina Zerbo 2022 |
| Prezydent Burundi                                                | - 2020 Evariste Ndayishimiye |
| Premier Burundi                                                  | - 2020 Alain-Guillaume Bunyoni 2022 - 2022 Gervais Ndirakobuca 2025                                                                     |
| Prezydent Chile                                                  | - 2018 Sebastián Piñera 2022 - 2022 Gabriel Boric                                                                                       |
| Przewodniczący ChRL                                              | - 2013 Xi Jinping |
| Premier Chin                                                     | - 2013 Li Keqiang 2023 |
| Prezydent Chorwacji                                              | - 2020 Zoran Milanović |
| Premier Chorwacji                                                | - 2016 Andrej Plenković |
| Prezydent Cypru                                                  | - 2013 Nikos Anastasiadis 2023 |
| Prezydent Cypru Północnego                                       | - 2020 Ersin Tatar |
| Przewodniczący Tymczasowej Rady Wojskowej Czadu                  | - 2021 Mahamat Déby Itno |
| Premier Czadu                                                    | - 2021 Albert Pahimi Padacké 2022 - 2022 Saleh Kebzabo (p.o.) 2024                                                                      |
| Prezydent Czarnogóry                                             | - 2018 Milo Đukanović 2023 |
| Premier Czarnogóry                                               | - 2020 Zdravko Krivokapić 2022 - 2022 Dritan Abazović 2023                                                                              |
| Prezydent Czech                                                  | - 2013 Miloš Zeman 2023 |
| Premier Czech                                                    | - 2021 Petr Fiala |
| Król Danii                                                       | - 1972 Małgorzata II 2024 |
| Premier Danii                                                    | - 2019 Mette Frederiksen |
| Prezydent DR Konga                                               | - 2019 Félix Tshisekedi |
| Premier DR Konga                                                 | - 2021 Jean-Michel Sama Lukonde 2024 |
| Dalajlama                                                        | - 1940 Tenzin Gjaco |
| Prezydent Dominikany                                             | - 2020 Luis Abinader |
| Prezydent Dominiki                                               | - 2013 Charles Savarin 2023 |
| Premier Dominiki                                                 | - 2004 Roosevelt Skerrit |
| Prezydent Dżibuti                                                | - 1999 Ismail Omar Guelleh |
| Premier Dżibuti                                                  | - 2013 Abdoulkader Kamil Mohamed |
| Prezydent Egiptu                                                 | - 2014 Abd al-Fattah as-Sisi |
| Premier Egiptu                                                   | - 2018 Mustafa Madbuli |
| Prezydent Ekwadoru                                               | - 2021 Guillermo Lasso 2023 |
| Prezydent Erytrei                                                | - 1993 Isajas Afewerki |
| Prezydent Estonii                                                | - 2021 Alar Karis |
| Premier Estonii                                                  | - 2021 Kaja Kallas 2024 |
| Król Eswatini                                                    | - 2018 Ntombi (współpanująca) - 2018 Mswati III                                                                                         |
| Premier Eswatini                                                 | - 2021 Cleopas Dlamini 2023 |
| Prezydent Etiopii                                                | - 2018 Sahle-Work Zewde |
| Premier Etiopii                                                  | - 2018 Abiy Ahmed Ali |
| Przew. Komisji Europejskiej                                      | - 2019 Ursula von der Leyen (Niemcy) |
| Przew. Rady Europejskiej                                         | - 2019 Charles Michel (Belgia) 2024 |
| Prezydent Fidżi                                                  | - 2021 Wiliame Katonivere 2024 |
| Premier Fidżi                                                    | - 2007 Frank Bainimarama 2022 - 2022 Sitiveni Rabuka                                                                                    |
| Prezydent Filipin                                                | - 2016 Rodrigo Duterte 2022 - 2022 Ferdinand Marcos Jr.                                                                                 |
| Prezydent Finlandii                                              | - 2012 Sauli Niinistö 2024 |
| Premier Finlandii                                                | - 2019 Sanna Marin 2023 |
| Prezydent Francji                                                | - 2017 Emmanuel Macron |
| Premier Francji                                                  | - 2020 Jean Castex 2022 - 2022 Élisabeth Borne 2024                                                                                     |
| Prezydent Gabonu                                                 | - 2009 Ali Bongo Ondimba 2023 |
| Premier Gabonu                                                   | - 2020 Rose Christiane Raponda 2023 |
| Prezydent Gambii                                                 | - 2017 Adama Barrow |
| Prezydent Ghany                                                  | - 2017 Nana Akufo-Addo 2025 |
| Prezydent Grecji                                                 | - 2020 Ekaterini Sakielaropulu 2025 |
| Premier Grecji                                                   | - 2019 Kiriakos Mitsotakis 2023 |
| Premier Grenady                                                  | - 2013 Keith Mitchell 2022 - 2022 Dickon Mitchell                                                                                       |
| Prezydent Gruzji                                                 | - 2018 Salome Zurabiszwili 2024 |
| Premier Gruzji                                                   | - 2021 Irakli Garibaszwili 2024 |
| Prezydent Gujany                                                 | - 2020 Irfaan Ali |
| Premier Gujany                                                   | - 2020 Mark Phillips |
| Prezydent Gwatemali                                              | - 2020 Alejandro Giammattei 2024 |
| Prezydent Gwinei                                                 | - 2021 Mamady Doumbouya (p.o.) |
| Premier Gwinei                                                   | - 2021 Mohamed Béavogui (p.o.) 2022 - 2022 Bernard Gomou 2024                                                                           |
| Prezydent Gwinei Bissau                                          | - 2020 Umaro Sissoco Embaló |
| Premier Gwinei Bissau                                            | - 2020 Nuno Gomes Nabiam 2023 |
| Prezydent Gwinei Równikowej                                      | - 1979 Teodoro Obiang Nguema Mbasogo |
| Premier Gwinei Równikowej                                        | - 2016 Francisco Pascual Obama Asue 2023                                                                                                |
| Prezydent Haiti                                                  | - 2021 Ariel Henry (p.o.) 2024 |
| Premier Haiti                                                    | - 2021 Ariel Henry 2024 |
| Król Hiszpanii                                                   | - 2014 Filip VI |
| Premier Hiszpanii                                                | - 2018 Pedro Sánchez |
| Król Holandii                                                    | - 2013 Wilhelm-Aleksander |
| Premier Holandii                                                 | - 2010 Mark Rutte 2024 |
| Prezydent Hondurasu                                              | - 2014 Juan Orlando Hernández 2022 - 2022 Xiomara Castro                                                                                |
| Najwyższy przywódca Iranu                                        | - 1989 Ali Chamenei |
| Prezydent Iranu                                                  | - 2021 Ebrahim Ra’isi 2024 |
| Prezydent Iraku                                                  | - 2018 Barham Salih 2022 - 2022 Abdul Latif Raszid                                                                                      |
| Premier Iraku                                                    | - 2020 Mustafa al-Kazimi 2022 - 2022 Muhammad Szija as-Sudani                                                                           |
| Prezydent Indii                                                  | - 2017 Ram Nath Kovind 2022 - 2022 Draupadi Murmu                                                                                       |
| Premier Indii                                                    | - 2014 Narendra Modi |
| Prezydent Indonezji                                              | - 2014 Joko Widodo 2024 |
| Prezydent Irlandii                                               | - 2011 Michael D. Higgins |
| Premier Irlandii                                                 | - 2020 Micheál Martin 2022 - 2022 Leo Varadkar 2024                                                                                     |
| Prezydent Islandii                                               | - 2016 Guðni Th. Jóhannesson 2024 |
| Premier Islandii                                                 | - 2017 Katrín Jakobsdóttir 2024 |
| Prezydent Izraela                                                | - 2021 Jicchak Herzog |
| Premier Izraela                                                  | - 2021 Naftali Bennett 2022 - 2022 Yair Lapid 2022 - 2022 Binjamin Netanjahu                                                            |
| Premier Jamajki                                                  | - 2016 Andrew Holness |
| Cesarz Japonii                                                   | - 2019 Naruhito |
| Premier Japonii                                                  | - 2021 Fumio Kishida 2024 |
| Prezydent Jemenu                                                 | - 2012 Abd Rabbuh Mansur Hadi 2022 - 2022 Raszad al-Alimi                                                                               |
| Król Jordanii                                                    | - 1999 Abd Allah II |
| Premier Jordanii                                                 | - 2020 Biszr al-Chasawina 2024 |
| Król Kambodży                                                    | - 2004 Norodom Sihamoni |
| Premier Kambodży                                                 | - 1993 Hun Sen 2023 |
| Prezydent Kamerunu                                               | - 1982 Paul Biya |
| Premier Kamerunu                                                 | - 2019 Joseph Ngute |
| Premier Kanady                                                   | - 2015 Justin Trudeau 2025 |
| Prezydent Górskiego Karabachu                                    | - 2020 Arajik Harutiunian 2023 |
| Emir Kataru                                                      | - 2013 Tamim ibn Hamad |
| Premier Kataru                                                   | - 2020 Chalid ibn Chalifa ibn Abd al-Aziz Al Sani 2023                                                                                  |
| Prezydent Kazachstanu                                            | - 2019 Kasym-Żomart Tokajew |
| Premier Kazachstanu                                              | - 2019 Askar Mamin 2022 - 2022 Alichan Smaiłow 2024                                                                                     |
| Prezydent Kenii                                                  | - 2013 Uhuru Kenyatta 2022 - 2022 William Ruto                                                                                          |
| Prezydent Kirgistanu                                             | - 2021 Sadyr Dżaparow |
| Przewodniczący Gabinetu Ministrów Kirgistanu                     | - 2021 Akyłbiek Dżaparow 2024 |
| Prezydent Kiribati                                               | - 2016 Taneti Maamau |
| Prezydent Kolumbii                                               | - 2018 Iván Duque Márquez 2022 - 2022 Gustavo Petro                                                                                     |
| Prezydent Konga                                                  | - 1997 Denis Sassou-Nguesso |
| Premier Konga                                                    | - 2021 Anatole Collinet Makosso |
| Patriarcha Konstantynopola                                       | - 1991 Bartłomiej I |
| Prezydent Korei Południowej                                      | - 2017 Mun Jae-in 2022 - 2022 Yoon Suk-yeol 2025                                                                                        |
| Premier Korei Południowej                                        | - 2021 Kim Boo-kyum 2022 - 2022 Han Duck-soo 2024                                                                                       |
| Przewodniczący Komisji Spraw Państwowych KRLD                    | - 2019 Kim Dzong Un |
| Najwyższy Przywódca KRLD                                         | - 2011 Kim Dzong Un |
| Premier KRLD                                                     | - 2020 Kim Tok-hun 2024 |
| Prezydent Kosowa                                                 | - 2021 Vjosa Osmani |
| Premier Kosowa                                                   | - 2021 Albin Kurti |
| Prezydent Kostaryki                                              | - 2018 Carlos Alvarado Quesada 2022 - 2022 Rodrigo Chaves Robles                                                                        |
| Prezydent Kuby                                                   | - 2019 Miguel Díaz-Canel |
| Premier Kuby                                                     | - 2019 Manuel Marrero Cruz |
| Emir Kuwejtu                                                     | - 2020 Nawwaf 2023 |
| Premier Kuwejtu                                                  | - 2019 Sabah al-Chalid as-Sabah 2022 - 2022 Mohammad Sabah al-Salem al-Sabah 2022 - 2022 Ahmad Nawwaf al-Ahmad as-Sabah 2024            |
| Prezydent Laosu                                                  | - 2021 Thongloun Sisoulith |
| Król Lesotho                                                     | - 1996 Letsie III |
| Premier Lesotho                                                  | - 2020 Moeketsi Majoro 2022 - 2022 Sam Matekane                                                                                         |
| Prezydent Libanu                                                 | - 2016 Michel Aoun 2022 - 2022 Nadżib Mikati (p.o.) 2025                                                                                |
| Premier Libanu                                                   | - 2021 Nadżib Mikati 2025 |
| Prezydent Liberii                                                | - 2018 George Weah 2024 |
| Przywódca Libii                                                  | - 2021 Muhammad al-Manfi |
| Premier Libii                                                    | - 2021 Abd al-Hamid ad-Dubajba |
| Książę Liechtensteinu                                            | - 1989 Jan Adam II |
| Premier Liechtensteinu                                           | - 2021 Daniel Risch 2025 |
| Prezydent Litwy                                                  | - 2019 Gitanas Nausėda |
| Premier Litwy                                                    | - 2020 Ingrida Šimonytė 2024 |
| Wielki książę Luksemburga                                        | - 2000 Henryk |
| Premier Luksemburga                                              | - 2013 Xavier Bettel 2023 |
| Prezydent Łotwy                                                  | - 2019 Egils Levits 2024 |
| Premier Łotwy                                                    | - 2019 Arturs Krišjānis Kariņš 2023 |
| Prezydent Macedonii Północnej                                    | - 2019 Stewo Pendarowski 2024 |
| Premier Macedonii Północnej                                      | - 2020 Zoran Zaew 2022 - 2022 Dimitar Kowaczewski 2024                                                                                  |
| Prezydent Madagaskaru                                            | - 2019 Andry Rajoelina 2023 |
| Premier Madagaskaru                                              | - 2018 Christian Ntsay |
| Prezydent Malawi                                                 | - 2020 Lazarus Chakwera |
| Prezydent Malediwów                                              | - 2018 Ibrahim Mohamed Solih 2023 |
| Król Malezji                                                     | - 2019 Abdullah 2024 |
| Premier Malezji                                                  | - 2021 Ismail Sabri Yaakob 2022 - 2022 Anwar Ibrahim                                                                                    |
| Prezydent Mali                                                   | - 2021 Assimi Goita (p.o.) |
| Premier Mali                                                     | - 2021 Choguel Kokalla Maïga (p.o.) 2022 - 2022 Abdoulaye Maïga (p.o.) 2022 - 2022 Choguel Kokalla Maïga (p.o.) 2024                    |
| Prezydent Malty                                                  | - 2019 George Vella 2024 |
| Premier Malty                                                    | - 2020 Robert Abela |
| Król Maroka                                                      | - 1999 Muhammad VI |
| Premier Maroka                                                   | - 2021 Aziz Achannusz |
| Prezydent Mauretanii                                             | - 2019 Muhammad wuld al-Ghazwani |
| Premier Mauretanii                                               | - 2020 Muhammad wuld Bilal 2024 |
| Prezydent Mauritiusa                                             | - 2019 Prithvirajsing Roopun 2024 |
| Premier Mauritiusa                                               | - 2017 Pravind Jugnauth 2024 |
| Prezydent Meksyku                                                | - 2018 Andrés Manuel López Obrador 2024                                                                                                 |
| Prezydent Mikronezji                                             | - 2019 David W. Panuelo 2023 |
| Prezydent Mjanmy                                                 | - 2021 Myint Swe (p.o.) 2024 |
| Premier Mjanmy                                                   | - 2021 Min Aung Hlaing 2025 |
| Prezydent Mołdawii                                               | - 2020 Maia Sandu |
| Premier Mołdawii                                                 | - 2021 Natalia Gavrilița 2023 |
| Książę Monako                                                    | - 2005 Albert II |
| Minister stanu Monako                                            | - 2020 Pierre Dartout 2024 |
| Prezydent Mongolii                                               | - 2021 Uchnaagijn Chürelsüch |
| Premier Mongolii                                                 | - 2021 Luvsannamsrain Oyun-Erdene 2025                                                                                                  |
| Prezydent Mozambiku                                              | - 2015 Filipe Nyusi 2025 |
| Premier Mozambiku                                                | - 2015 Carlos Agostinho do Rosário 2022 - 2022 Adriano Maleiane 2025                                                                    |
| Prezydent Naddniestrza                                           | - 2016 Wadim Krasnosielski |
| Prezydent Namibii                                                | - 2015 Hage Geingob 2024 |
| Premier Namibii                                                  | - 2015 Saara Kuugongelwa 2025 |
| Sekretarz generalny NATO                                         | - 2014 Jens Stoltenberg (Norwegia) 2024                                                                                                 |
| Prezydent Nauru                                                  | - 2019 Lionel Aingimea 2022 - 2022 Russ Kun 2023                                                                                        |
| Prezydent Nepalu                                                 | - 2015 Bidhya Devi Bhandari 2023 |
| Premier Nepalu                                                   | - 2021 Sher Bahadur Deuba 2022 - 2022 Pushpa Kamal Dahal 2024                                                                           |
| Prezydent Niemiec                                                | - 2017 Frank-Walter Steinmeier |
| Kanclerz Niemiec                                                 | - 2021 Olaf Scholz 2025 |
| Prezydent Nigru                                                  | - 2021 Mohamed Bazoum 2023 |
| Premier Nigru                                                    | - 2021 Ouhoumoudou Mahamadou 2023 |
| Prezydent Nigerii                                                | - 2015 Muhammadu Buhari 2023 |
| Prezydent Nikaragui                                              | - 2007 Daniel Ortega 2025 |
| Król Norwegii                                                    | - 1991 Harald V |
| Premier Norwegii                                                 | - 2021 Jonas Gahr Støre |
| Premier Nowej Zelandii                                           | - 2017 Jacinda Ardern 2023 |
| Prezydent Osetii Południowej                                     | - 2017 Anatolij Bibiłow 2022 - 2022 Alan Gaglojew                                                                                       |
| Sułtan Omanu                                                     | - 2020 Hajsam ibn Tarik Al Sa’id |
| Sekretarz generalny ONZ                                          | - 2017 António Guterres (Portugalia) |
| Prezydent Pakistanu                                              | - 2018 Arif Alvi 2024 |
| Premier Pakistanu                                                | - 2018 Imran Khan 2022 - 2022 Shehbaz Sharif 2023                                                                                       |
| Prezydent Palau                                                  | - 2021 Surangel Whipps Jr. |
| Prezydent Palestyny                                              | - 2013 Mahmud Abbas |
| Premier Palestyny                                                | - 2019 Mohammed Sztajeh 2024 |
| Prezydent Panamy                                                 | - 2019 Laurentino Cortizo 2024 |
| Papież                                                           | - 2013 Franciszek 2025 |
| Premier Papui-Nowej Gwinei                                       | - 2019 James Marape |
| Prezydent Paragwaju                                              | - 2018 Mario Abdo Benítez 2023 |
| Prezydent Peru                                                   | - 2021 Pedro Castillo 2022 - 2022 Dina Boluarte                                                                                         |
| Premier Peru                                                     | - 2021 Héctor Valer 2022 - 2022 Anibal Torres 2022 - 2022 Betssy Chávez 2022 - 2022 Pedro Angulo Arana 2022 - 2022 Alberto Otárola 2024 |
| Prezydent Południowej Afryki                                     | - 2018 Cyril Ramaphosa |
| Prezydent Portugalii                                             | - 2016 Marcelo Rebelo de Sousa |
| Premier Portugalii                                               | - 2015 António Costa 2024 |
| Sekretarz generalny Rady Europy                                  | - 2019 Marija Pejčinović Burić (Chorwacja) 2024                                                                                         |
| Prezydent Republiki Środkowoafrykańskiej                         | - 2016 Faustin-Archange Touadéra |
| Premier Republiki Środkowoafrykańskiej                           | - 2021 Henri-Marie Dondra 2022 - 2022 Félix Moloua                                                                                      |
| Prezydent Republiki Zielonego Przylądka                          | - 2021 José Maria Neves |
| Premier Republiki Zielonego Przylądka                            | - 2016 Ulisses Correia e Silva |
| Prezydent Rosji                                                  | - 2012 Władimir Putin |
| Premier Rosji                                                    | - 2020 Michaił Miszustin |
| Prezydent Rumunii                                                | - 2014 Klaus Iohannis 2025 |
| Premier Rumunii                                                  | - 2021 Nicolae Ciucă 2023 |
| Prezydent Rwandy                                                 | - 2000 Paul Kagame |
| Premier Rwandy                                                   | - 2017 Édouard Ngirente 2025 |
| Premier Saint Kitts i Nevis                                      | - 2015 Timothy Harris 2022 - 2022 Terrance Drew                                                                                         |
| Premier Saint Lucia                                              | - 2021 Philip Pierre |
| Premier Saint Vincent i Grenadyn                                 | - 2001 Ralph Gonsalves |
| Prezydent Salwadoru                                              | - 2019 Nayib Bukele 2023 |
| O le Ao o le Malo Samoa                                          | - 2017 Tuimalealiʻifano Vaʻaletoa Sualauvi II                                                                                           |
| Premier Samoa                                                    | - 2021 Naomi Mataʻafa |
| Kapitanowie Regenci San Marino                                   | - 2021 Francesco Mussoni Giacomo Simoncini 2022 - 2022 Oscar Mina Paolo Rondelli 2022 - 2022 Manuel Ciavatta Maria Luisa Berti 2023     |
| Sekretarz Stanu do spraw Politycznych i Zagranicznych San Marino | - 2020 Luca Beccari |
| Prezydent Senegalu                                               | - 2012 Macky Sall 2024 |
| Premier Senegalu                                                 | - 2022 Amadou Ba 2024 |
| Prezydent Serbii                                                 | - 2017 Aleksandar Vučić |
| Premier Serbii                                                   | - 2017 Ana Brnabić 2024 |
| Prezydent Seszeli                                                | - 2020 Wavel Ramkalawan |
| Prezydent Sierra Leone                                           | - 2018 Julius Maada Bio |
| Premier Sierra Leone                                             | - 2021 Jacob Jusu Saffa 2023 |
| Prezydent Singapuru                                              | - 2017 Halimah Yacob 2023 |
| Premier Singapuru                                                | - 2004 Lee Hsien Loong 2024 |
| Prezydent Słowacji                                               | - 2019 Zuzana Čaputová 2024 |
| Premier Słowacji                                                 | - 2021 Eduard Heger 2023 |
| Prezydent Słowenii                                               | - 2012 Borut Pahor 2022 - 2022 Nataša Pirc Musar                                                                                        |
| Premier Słowenii                                                 | - 2020 Janez Janša 2022 - 2022 Robert Golob                                                                                             |
| Prezydent Somalii                                                | - 2017 Mohamed Abdullahi Mohamed 2022 - 2022 Hassan Sheikh Mohamud                                                                      |
| Premier Somalii                                                  | - 2020 Mohamed Hussein Roble 2022 - 2022 Hamza Abdi Barre                                                                               |
| Prezydent Sri Lanki                                              | - 2019 Gotabaya Rajapaksa 2022 - 2022 Ranil Wickremesinghe 2024                                                                         |
| Premier Sri Lanki                                                | - 2019 Mahinda Rajapaksa 2022 - 2022 Ranil Wickremesinghe 2022 - 2022 Dinesh Gunawardena 2024                                           |
| Przewodniczący Rady Suwerennej Sudanu                            | - 2019 Abd al-Fattah Abd ar-Rahman al-Burhan                                                                                            |
| Premier Sudanu                                                   | - 2021 Abd Allah Hamduk 2022 - 2022 Usman Husajn 2025                                                                                   |
| Prezydent Sudanu Południowego                                    | - 2011 Salva Kiir Mayardit |
| Prezydent Surinamu                                               | - 2020 Chan Santokhi 2025 |
| Prezydent Syrii                                                  | - 2000 Baszszar al-Asad 2024 |
| Premier Syrii                                                    | - 2020 Husajn Arnus 2024 |
| Prezydent Szwajcarii                                             | - 2022 Ignazio Cassis 2022 |
| Król Szwecji                                                     | - 1973 Karol XVI Gustaw |
| Premier Szwecji                                                  | - 2021 Magdalena Andersson 2022 - 2022 Ulf Kristersson                                                                                  |
| Prezydent Tadżykistanu                                           | - 1994 Emomali Rahmon |
| Premier Tadżykistanu                                             | - 2013 Kohir Rasulzoda |
| Król Tajlandii                                                   | - 2016 Maha Vajiralongkorn |
| Premier Tajlandii                                                | - 2014 Prayuth Chan-ocha 2023 |
| Prezydent Tajwanu                                                | - 2016 Tsai Ing-wen 2024 |
| Prezydent Tanzanii                                               | - 2021 Samia Suluhu |
| Premier Tanzanii                                                 | - 2015 Kassim Majaliwa |
| Prezydent Timoru Wschodniego                                     | - 2017 Francisco Guterres 2022 - 2022 José Ramos-Horta                                                                                  |
| Premier Timoru Wschodniego                                       | - 2018 Taur Matan Ruak 2023 |
| Prezydent Togo                                                   | - 2005 Faure Gnassingbé 2025 |
| Premier Togo                                                     | - 2020 Victoire Tomegah Dogbé 2025 |
| Król Tonga                                                       | - 2012 Tupou VI |
| Premier Tonga                                                    | - 2021 Siaosi Sovaleni 2024 |
| Prezydent Trynidadu i Tobago                                     | - 2018 Paula-Mae Weekes 2023 |
| Premier Trynidadu i Tobago                                       | - 2015 Keith Rowley 2025 |
| Prezydent Tunezji                                                | - 2019 Kais Saied |
| Premier Tunezji                                                  | - 2021 Najla Boudin Romdhane 2023 |
| Prezydent Turcji                                                 | - 2014 Recep Tayyip Erdoğan |
| Prezydent Turkmenistanu                                          | - 2006 Gurbanguly Berdimuhamedow 2022 - 2022 Serdar Berdimuhamedow                                                                      |
| Prezydent Ugandy                                                 | - 1986 Yoweri Museveni |
| Premier Ugandy                                                   | - 2021 Robinah Nabbanja |
| Prezydent Ukrainy                                                | - 2019 Wołodymyr Zełenski |
| Premier Ukrainy                                                  | - 2020 Denys Szmyhal 2025 |
| Prezydent Urugwaju                                               | - 2020 Luis Lacalle Pou 2025 |
| Prezydent USA                                                    | - 2021 Joe Biden 2025 |
| Prezydent Uzbekistanu                                            | - 2016 Shavkat Mirziyoyev |
| Premier Uzbekistanu                                              | - 2016 Abdulla Aripov |
| Prezydent Vanuatu                                                | - 2017 Tallis Obed Moses 2022 - 2022 Seule Simeon (p.o.) 2022 - 2022 Nikenike Vurobaravu                                                |
| Premier Vanuatu                                                  | - 2020 Bob Loughman 2022 - 2022 Ishmael Kalsakau 2023                                                                                   |
| Prezydent Wenezueli                                              | - 2013 Nicolás Maduro |
| Prezydent Węgier                                                 | - 2012 János Áder 2022 - 2022 Katalin Novák 2024                                                                                        |
| Premier Węgier                                                   | - 2010 Viktor Orbán |
| Monarcha Wielkiej Brytanii                                       | - 1952 Elżbieta II 2022 - 2022 Karol III                                                                                                |
| Premier Wielkiej Brytanii                                        | - 2019 Boris Johnson 2022 - 2022 Liz Truss 2022 - 2022 Rishi Sunak 2024                                                                 |
| Prezydent Wietnamu                                               | - 2021 Nguyễn Xuân Phúc 2023 |
| Premier Wietnamu                                                 | - 2021 Phạm Minh Chính |
| Prezydent Włoch                                                  | - 2015 Sergio Mattarella |
| Premier Włoch                                                    | - 2021 Mario Draghi 2022 - 2022 Giorgia Meloni                                                                                          |
| Prezydent WKS                                                    | - 2010 Alassane Ouattara |
| Premier WKS                                                      | - 2021 Patrick Achi 2023 |
| Prezydent Wysp Marshalla                                         | - 2020 David Kabua 2024 |
| Prezydent Wysp Świętego Tomasza i Książęcej                      | - 2021 Carlos Vila Nova |
| Prezydent Zambii                                                 | - 2021 Hakainde Hichilema |
| Prezydent Zimbabwe                                               | - 2017 Emmerson Mnangagwa |
| Prezydent ZEA                                                    | - 2004 Chalifa ibn Zajid Al Nahajjan 2022 - 2022 Muhammad ibn Zajid Al Nahajjan                                                         |
| Premier ZEA                                                      | - 2006 Muhammad ibn Raszid al-Maktum |

Rok 2022 / MMXXII
stulecia: XX wiek ~
XXI wiek ~
XXII wiek

dziesięciolecia:
1990–1999 •
2000–2009 •
2010–2019 •
2020–2029

lata: 2012 «
2017 «
2018 «
2019 «
2020 «
2021 «
2022
» 2023
» 2024
» 2025
» 2026
» 2027
» 2032

## Rok 2022 ogłoszono
- Rokiem Marii Konopnickiej (w 180. rocznicę urodzin) (Polska)[1]
- Rokiem Marii Grzegorzewskiej (w 100. rocznicę utworzenia Państwowego Instytutu Pedagogiki Specjalnej) (Polska)[1]
- Rokiem Wandy Rutkiewicz (w 30. rocznicę śmierci) (Polska)[1]
- Rokiem Ignacego Łukasiewicza (w 200. rocznicę urodzin) (Polska)[1]
- Rokiem Józefa Mackiewicza (w 120. rocznicę urodzin) (Polska)[1]
- Rokiem Józefa Wybickiego (w 200. rocznicę śmierci i 275. rocznicę urodzin) (Polska)[1]
- Rokiem Władysława Bartoszewskiego (w 100. rocznicę urodzin) (Polska)[2]
- Rokiem Bronisława Geremka (w 90. rocznicę urodzin) (Polska)[2]
- Rokiem Bruno Schulza (w 130. rocznicę urodzin i 80. rocznicę śmierci) (Polska)[2]
- Rokiem Botaniki (w 100. rocznicę utworzenia Polskiego Towarzystwa Botanicznego) (Polska)[2]
- Rokiem Ratownictwa Górskiego w Sudetach (województwo dolnośląskie)[3]
- Rokiem Stulecia Powrotu Części Górnego Śląska do Polski oraz Rokiem Rzemiosła (w 100. rocznicę wybuchu III powstania oraz w 100. rocznicę powstania Izby Rzemieślniczej w Katowicach) (województwo śląskie)[4]
- Międzynarodowym Rokiem Szkła (ONZ)[5]
- Międzynarodowym Rokiem Rybołówstwa i Akwakultury (ONZ)[6]

## Wydarzenia w Polsce

### Styczeń
- 1 stycznia:
  - Pruszcz, Izbica, Lutomiersk, Bolimów, Cegłów, Nowe Miasto, Jedlnia-Letnisko, Iwaniska, Kaczory i Olsztyn, uzyskały prawa miejskie[7].
  - wejście w życie ustawy z dnia 17 listopada 2021 r. o rodzinnym kapitale opiekuńczym, która wprowadza do systemu prawnego nowego świadczenie polegające na przyznaniu pomocy o wartości 12 tys. zł na drugie i kolejne dziecko w wieku od 12. do 36. miesiąca życia[8].
  - wejście w życie ustawy z dnia 17 grudnia 2021 r. o ochotniczych strażach pożarnych, regulującej kompleksowo ich funkcjonowanie[9].
  - wejście w życie ustawy z dnia 29 października 2021 r. nowelizującej ustawy o podatku dochodowym od osób fizycznych i osób prawnych wprowadzającą podwyższenie do 30 000 zł kwoty wolnej od podatku dla ogółu podatników obliczających podatek według skali podatkowej, podwyższeniu do 120 000 zł progu dochodów, po przekroczeniu którego ma zastosowanie 32% stawka podatku oraz wprowadzeniu ulgi dla klasy średniej i zmianie zasad ustalania podstawy wymiaru składki zdrowotnej dla przedsiębiorców oraz likwidacji możliwości odliczenia składki na ubezpieczenie zdrowotne od podatku dochodowego od osób fizycznych, zmianie wysokość kosztów podatkowych od przychodów otrzymywanych przez osoby pełniące obowiązki społeczne lub obywatelskie[10][11].
  - wejście w życie ustawy z 17 grudnia 2021 r. o zmianie ustawy o zdrowiu publicznym oraz niektórych innych ustaw, na mocy której utworzono Krajowe Centrum Przeciwdziałania Uzależnieniom w wyniku połączenia Krajowego Biura do Spraw Przeciwdziałania Narkomanii i Państwowej Agencji Rozwiązywania Problemów Alkoholowych[12].
- 3 stycznia – wejście w życie ustawy z dnia 17 września 2021 r. zmieniającej Prawo budowlane i ustawę o planowaniu i zagospodarowaniu przestrzennym[13], która wprowadza możliwość budowy budynków mieszkalnych jednorodzinnych, o powierzchni zabudowy do 70 m², bez uzyskania pozwolenia na budowę, ustanawiania kierownika budowy oraz prowadzenia dziennika budowy[14].
- 4 stycznia – wejście w życie ustawy z dnia 17 grudnia 2021 r. o dodatku osłonowym[15] wprowadzonym w związku z rosnącą inflacją będący częścią tzw. Tarczy Antyinflacyjnej[16].
- 12 stycznia:
  - pożar w Zamku Książ[17].
  - wejście w życie ustawy o utworzeniu Centralnego Biura Zwalczania Cyberprzestępczości (CBZC)[18].
- 25 stycznia – rozpoczęcie budowy bariery na granicy polsko-białoruskiej w związku z kryzysem migracyjnym[19][20].
- 29–30 stycznia – nad Polską przeszedł orkan Malik. 680 tys. osób pozostało bez prądu[21].
- 30 stycznia – odbył się 30. Jubileuszowy finał Wielkiej Orkiestry Świątecznej Pomocy.

### Luty
- 7 lutego – dymisja Ministra Finansów Tadeusza Kościńskiego[22].
- 8 lutego – powstanie Wojsk Obrony Cyberprzestrzeni[23].
- 10 lutego – wizyta premiera Wielkiej Brytanii Borisa Johnsona[24].
- 12 lutego – bp Wiesław Lechowicz objął urząd biskupa polowego Wojska Polskiego[25].
- 23 lutego – Sejm w reakcji na wkroczenie dzień wcześniej rosyjskich sił zbrojnych na terytorium Ukrainy przyjął przez aklamację uchwałę w sprawie agresji Rosji na Ukrainę potępiającą działania Rosji i prezydenta tego kraju Władimira Putina[26][27].
- 24 lutego – Sejm w reakcji na rozpoczętą w tym samym dniu inwazję Rosji na Ukrainę wydał przez aklamację oświadczenie w sprawie agresji Federacji Rosyjskiej na Ukrainę, w którym wezwał społeczność międzynarodową o zdecydowane, solidarne i jednoznaczne powstrzymanie wrogiego i agresywnego postępowania władz Federacji Rosyjskiej[28][29].

### Marzec
- 1 marca – wizyty premiera Wielkiej Brytanii Borisa Johnsona[30] i Sekretarza Generalnego NATO Jensa Stoltenberga[31].
- 3 marca – wejście w życie ustawy z dnia 24 lutego 2022 r. o wsparciu gospodarstw domowych w ponoszeniu kosztów związanych ze zmianą standardu nadawania naziemnej telewizji cyfrowej[32].
- 6 marca – Straż Graniczna poinformowała, że w związku z inwazją Rosji na Ukrainę liczba uchodźców z Ukrainy w Polsce o godzinie 20:00 czasu polskiego przekroczyła milion osób[33].
- 9 marca – Sejm uchwalił ustawę o pomocy obywatelom Ukrainy w związku z konfliktem zbrojnym na terytorium tego państwa w związku z inwazją Rosji na ten kraj[34].
- 9–11 marca – wizyta wiceprezydent Stanów Zjednoczonych Kamali Harris[35].
- 10 marca – wizyta premiera Kanady Justina Trudeau[36].
- 11 marca:
  - Zgromadzenie posłów i senatorów, podczas którego oprócz prezydenta RP Andrzeja Dudy przemawiał prezydent Ukrainy Wołodymyr Zełenski oraz Sekretarz generalny NATO Jens Stoltenberg[37].
  - Sejm uchwalił ustawę o obronie Ojczyzny[38], która reguluje szeroko rozumiane kwestie związane z obronnością, służbą wojskową oraz kwestie związane z organizacją, składem i finansowaniem Sił Zbrojnych Rzeczypospolitej Polskiej zastępując przy tym 14 ustaw, w tym ustawę z dnia 21 listopada 1967 r. o powszechnym obowiązku obrony Rzeczypospolitej Polskiej[39].
- 12 marca – wejście w życie ustawy z dnia 12 marca 2022 r. o pomocy obywatelom Ukrainy w związku z konfliktem zbrojnym na terytorium tego państwa[40], której uchwalenie było związane z inwazją Rosji na ten kraj i napływem uchodźców do Polski[41].
- 18 marca – prezydent Andrzej Duda podpisał ustawę o obronie Ojczyzny[42].
- 25–26 marca – wizyta prezydenta Stanów Zjednoczonych Joego Bidena w Polsce[43].
- 26 marca – wejście w życie ustawy z dnia 23 marca 2022 r. o szczególnych regulacjach w zakresie transportu i gospodarki morskiej w związku z konfliktem zbrojnym na terytorium Ukrainy[44].
- 27-30 marca – wizyta patriarchy Konstantynopola Bartłomieja I[45].
- 28 marca – zniesienie nakazu noszenia maseczek w pomieszczeniach zamkniętych z wyjątkiem placówek medycznych i aptek wprowadzonego w Polsce w związku pandemią choroby COVID-19[46][47].

### Kwiecień
- 12 kwietnia:
  - szczyt liderów Polski i państw bałtyckich w Rzeszowie[48].
  - wizyta prezydenta Niemiec Franka-Waltera Steinmeiera[49].
- 20 kwietnia:
  - w miejscowości Pniówek doszło do wybuchu metanu w kopalni węgla kamiennego, w wyniku którego zginęło 5 górników, 30 zostało rannych, a 7 uznano za zaginionych[50].
  - ogłoszenie upadłości jednokrotnego wicemistrza Polski, uczestnika Pucharu UEFA GKS Bełchatów[51].
- 23 kwietnia:
  - wejście w życie ustawy z dnia 11 marca 2022 r. o obronie Ojczyzny[52].
  - w kopalni Zofiówka doszło do wstrząsu i wyrzutu metanu. W wyniku katastrofy zginęło 10 górników[53].

### Maj
- 5 maja – otwarcie gazociągu polsko-litewskiego (GIPL)[54].
- 12 maja:
  - Sejm powołał Adama Glapińskiego na drugą kadencję na stanowisku prezesa Narodowego Banku Polskiego[55].
  - Sejm uchwalił ustawę o ustanowieniu Narodowego Dnia Powstań Śląskich[56].
- 16 maja – zniesienie stanu epidemii w Polsce wprowadzonego w związku z pandemią choroby COVID-19 i wprowadzanie stanu zagrożenia epidemicznego na obszarze całego kraju[57][58].
- 17 maja – wizyta prezydent Węgier Katalin Novák[59].
- 27 maja – wejście w życie ustawy z dnia 1 października 2021 r. o gwarantowanym kredycie mieszkaniowym, która dotyczy określenia zasad, na jakich będzie udzielany i spłacany kredyt hipoteczny objęty gwarancją zastępującą udział własny kredytobiorcy jako rozwiązanie wspierające rodziny w zakresie poprawy warunków mieszkaniowych w ramach działań określanych wspólną nazwą „Mieszkanie bez wkładu własnego”[60].

### Czerwiec
- 2 czerwca – wizyta przewodniczącej KE Ursuli von der Leyen[61].
- 4 czerwca – papież Franciszek przyjął rezygnację biskupa Piotra Libery z urzędu ordynariusza płockiego[62].
- 7 czerwca – prezydent Andrzej Duda podpisał ustawę o ustanowieniu Narodowego Dnia Powstań Śląskich[63].
- 10 czerwca:
  - wejście w życie ustawy o ustanowieniu Narodowego Dnia Powstań Śląskich[64].
  - odnotowano pierwszy przypadek małpiej ospy w Polsce[65].
- 20 czerwca – pierwsze obchody Narodowego Dnia Powstań Śląskich po uchwaleniu i wejściu w życie ustawy ustanawiające to święto państwowe[66].
- 21 czerwca – prezes partii politycznej Prawo i Sprawiedliwość Jarosław Kaczyński odszedł z funkcji wicepremiera i przewodniczącego Komitetu ds. bezpieczeństwa w rządzie Mateusza Morawieckiego[67].
- 22 czerwca:
  - Adam Glapiński został zaprzysiężony na drugą kadencję na stanowisku prezesa Narodowego Banku Polskiego (NBP)[68].
  - prezydent Andrzej Duda powołał ministra obrony narodowej Mariusza Błaszczaka na urząd wiceprezesa Rady Ministrów oraz Zbigniewa Hoffmanna, Agnieszkę Ścigaj i Włodzimierza Tomaszewskiego na urząd Ministra – Członka Rady Ministrów[69].
- 27 czerwca – w Polsce nastąpiła zmiana standardu nadawania telewizji naziemnej z DVB-T/MPEG-4 na DVB-T2/HEVC[70][71].
- 30 czerwca – zakończenie prac przy budowie bariery na granicy polsko-białoruskiej[72].

### Lipiec
- 1 lipca:
  - wejście w życie ustawy z dnia 20 maja 2021 r. o ochronie praw nabywcy lokalu mieszkalnego lub domu jednorodzinnego oraz Deweloperskim Funduszu Gwarancyjnym[73], która określa zasady działania i zakresu odpowiedzialności Deweloperskiego Funduszu Gwarancyjnego.
  - wejście w życie ustawy z dnia 9 czerwca 2022 r. o zmianie ustawy o podatku dochodowym od osób fizycznych oraz niektórych innych ustaw obniżającą w Polsce podatek dochodowy od osób fizycznych w przypadku stawki podstawowej podatku z 17% do 12% przy jednoczesnej rezygnacji z tzw. ulgi dla klasy średniej oraz przywrócenia opodatkowania dochodów osób samotnie wychowujących dzieci[74].
- 7 lipca – przy jednym głosie przeciwnym, Sejm uchwalił ustawę wyrażającą zgodę przezydetowi RP na dokonanie ratyfikacji protokołu przewidującego przystąpienie Finlandii do NATO[75] oraz jednogłośnie analogiczną ustawę dotyczącą przystąpienia Szwecji[76].
- 19 lipca – Rada Ministrów wydała zgodę na połączenie Grupy Lotos i PKN Orlen[77].
- 20 lipca – Senat jednogłośnie przyjął bez poprawek ustawy wyrażające zgodę przezydetowi RP na dokonanie ratyfikacji protokołów przewidujących przystąpienie Finlandii i Szwecji do NATO[78][79].
- 22 lipca – na pokładzie ORP Gen. T. Kościuszko, prezydent Andrzej Duda podpisał ustawy ws. ratyfikacji akcesji Szwecji i Finlandii do NATO[80].
- 30 lipca – dowództwo V Korpusu Armii US w Poznaniu otrzymało nazwę wyróżniającą Camp Kościuszko[81].

### Sierpień
- sierpień – katastrofa ekologiczna na Odrze.
- 1 sierpnia – przejęcie spółki Lotos przez PKN Orlen i połączenie obu spółek[82].

### Wrzesień
- 1 września – wejście w życie ustawy z dnia 9 czerwca 2022 r. o wspieraniu i resocjalizacji nieletnich[83], która zastąpiła ustawę z dnia 26 października 1982 r. o postępowaniu w sprawach nieletnich.
- 5 września – Rada Mediów Narodowych odwołała Jacka Kurskiego z funkcji Prezesa Zarządu Telewizji Polskiej S.A; jego następcą został Mateusz Matyszkowicz[84].
- 17 września – otwarcie kanału żeglugowego na Mierzei Wiślanej[85].
- 19 września – wprowadzenie znaczących ograniczeń w wydawaniu polskich wiz dla obywateli rosyjskich oraz ich wjazdu na terytorium Polski[86][87].
- 26 września – Rada Ministrów wydała zgodę na połączenie PGNiG i PKN Orlen[88].
- 27 września – otwarcie gazociągu Baltic Pipe[89].
- 29 września – Sejm RP uchwalił ustawę o przedłużeniu kadencji organów jednostek samorządu terytorialnego, która przedłuża ich kadencję do 30 kwietnia 2024 roku[90].

### Październik
- 1 października – uruchomienie importu gazu do Polski gazociągiem Baltic Pipe[91].
- 12 października – otwarcie Geotermii Toruń[92].
- 15 października – rezygnacja Janusza Korwin-Mikkego z funkcji prezesa partii politycznej KORWiN wchodzącej w skład federacyjnej partii politycznej Konfederacja Wolność i Niepodległość. Jego następcą został wybrany dotychczasowy wiceprezes ugrupowania Sławomir Mentzen[93].
- 24–25 października – wizyta prezydenta Macedonii Północnej Stewo Pendarowskiego[94].
- 27–28 października – oficjalna wizyta prezydenta Czarnogóry Milo Đjiukanovića[95].
- 29 października – zmiana nazwy partii KORWiN na Nowa Nadzieja[96].
- 31 października – bp Szymon Stułkowski objął urząd ordynariusza płockiego[97].

### Listopad
- 2 listopada:
  - przejęcie spółki Polskie Górnictwo Naftowe i Gazownictwo (PGNiG) przez koncern PKN Orlen i połączenie obu spółek[98].
  - W Ostrowi Mazowieckiej otwarto w obecności prezydenta RP Andrzeja Dudy Muzeum Dom Rodziny Pileckich[99].
- 10–11 listopada – wizyta prezydenta Litwy Gitanasa Nausėdy[100].
- 12 listopada – sprowadzenie do Polski z Wielkiej Brytanii szczątków trzech prezydentów RP na uchodźstwie: Władysława Raczkiewicza, Augusta Zalewskiego i Stanisława Ostrowskiego[101][102].
- 13 listopada – wejście w życie ustawy z dnia 27 stycznia 2022 r. o dokumentach paszportowych[103][104], która zastąpiła ustawę z dnia 13 lipca 2006 r. o dokumentach paszportowych i wprowadziła nowy Rejestr Dokumentów Paszportowych oraz połączyła najważniejsze polskie rejestry (w tym m.in. rejestr PESEL, Rejestr Dowodów Osobistych, rejestr stanu cywilnego czy Rejestr Danych Kontaktowych)[105].
- 15 listopada – ukraińska rakieta uderzyła w suszarnię zboża we wsi Przewodów przy granicy z Ukrainą, w wyniku czego śmierć poniosły dwie osoby[106].
- 22 listopada – prezydent RP Andrzej Duda podpisał ustawę o przedłużeniu kadencji organów jednostek samorządu terytorialnego, która wydłuża kadencję organów jednostek samorządu terytorialnego 2018–2023 do 30 kwietnia 2024 roku[107].
- 24 listopada – oddano do użytku ostatni odcinek autostrady A1[108].

### Grudzień
- 10 grudnia – rezygnacja Jarosława Gowina z funkcji prezesa partii politycznej Porozumienie. Jego następczynią została dotychczasowa wiceprezes ugrupowania Magdalena Sroka[109].
- 14 grudnia – eksplozja granatnika w Komendzie Głównej Policji w Warszawie[110][111].
- 15 grudnia – Sejm RP uchwalił ustawę przekształcającą Centralny Szpital Kliniczny MSWiA w Warszawie w Państwowy Instytut Medyczny Ministerstwa Spraw Wewnętrznych i Administracji[112].
- 28 grudnia – Polska Grupa Energetyczna (PGE) podpisała z Funduszem CVC przedwstępną umowę kupna 100% akcji spółki PKP Energetyka S.A. i tym samym jej renacjonalizacji[113].

## Wydarzenia na świecie

### Styczeń
- 1 stycznia:
  - Francja objęła prezydencję w Radzie Unii Europejskiej.
  - Ignazio Cassis objął urząd prezydenta Szwajcarii.
- 2 stycznia – rozpoczęły się masowe ogólnokrajowe protesty w Kazachstanie, początkowo motywowane sprzeciwem wobec drastycznych podwyżek cen gazu, potem także wobec politycznym władzom w kraju.
- 6 stycznia – wkroczenie wojsk krajów członkowskich Organizacji Układu o Bezpieczeństwie Zbiorowym na terytorium Kazachstanu w celu ustabilizowania sytuacji w tym kraju[114][115].
- 10 stycznia – Pierwszy udany przeszczep serca świni do ciała człowieka[116].
- 11 stycznia – prezydent Kazachstanu Kasym-Żomart Tokajew w swoim przemówieniu stwierdził, że został przywrócony porządek w kraju po ogólnokrajowych protestach ogłaszając tym samym ich zakończenie[117].
- 15 stycznia – Eksplozja podwodnego wulkanu Hunga Tonga i powstanie w wyniku jego tsunami, w wyniku którego zginęło 6 osób.
- 24 stycznia:
  - pierwsze głosowanie w wyborach prezydenckich we Włoszech[118].
  - zamach stanu w Burkinie Faso, w wyniku którego odsunięto od władzy prezydenta Rocha Kaboré[119][120].
- 25 stycznia – premiera filmu kanadyjskiego reżysera Daniela Roer „Nawalny”, który opowiada o wydarzeniach związanych z otruciem lidera rosyjskiej opozycji Aleksieja Nawalnego.
- 29 stycznia – podczas ósmego głosowania, prezydent Włoch Sergio Mattarella pomimo deklaracji o nieubieganie się o reelekcję i po porozumieniu się z centrolewicą i centroprawicą, został wybrany na drugą kadencję otrzymując 759 głosów[121].
- 31 stycznia – przedterminowe wybory parlamentarne w Portugalii[122].

### Luty
- 13 lutego – Frank-Walter Steinmeier, został przez Zgromadzenie Federalne wybrany w pierwszej turze na drugą pięcioletnią kadencję prezydenta Niemiec[123].
- 16 lutego – Trybunał Sprawiedliwości Unii Europejskiej w Luksemburgu oddalił wniesioną przez Węgry i Polskę skargę dotyczące mechanizmu warunkowości, który uzależnia korzystanie z finansowania z budżetu Unii Europejskiej od poszanowania przez państwa członkowskie zasad państwa prawnego[124].
- 21 lutego – Rosja uznała niepodległość separatystycznych tzw. „republik ludowych” Donieckiej oraz Ługańskiej, które ogłosiły niepodległość w 2014[125][126]. Prezydent Rosji Władimir Putin podpisał traktaty „o przyjaźni, współpracy i wzajemnej pomocy” pomiędzy tymi „republikami” a Federacją Rosyjską[127][128] oraz wydał rozkaz wysłania rosyjskich wojsk do tych „republik”[129].
- 22 lutego – rosyjskie siły zbrojne wkroczyły na Ukrainę pod pretekstem obrony niepodległości tzw. Donieckiej Republiki Ludowej i Ługańskiej Republiki Ludowej[130][131].
- 24 lutego – rosyjskie siły zbrojne zaatakowały Ukrainę. Prezydent Ukrainy Wołodymyr Zełenski wprowadził stan wojenny na Ukrainie[132][133].
- 25 lutego – Rosja w związku z inwazją tego kraju na Ukrainę została zawieszona w Radzie Europy[134].
- 28 lutego – czwarty dzień inwazji Rosji na Ukrainę; prezydent Wołodymyr Zełenski podpisał wniosek o członkostwo jego kraju w Unii Europejskiej[135].

### Marzec
- Rzeź cywilów w Buczy – ludobójstwo dokonane w Buczy podczas inwazji Rosji na Ukrainę[136].
- 1 marca – piąty dzień inwazji Rosji na Ukrainę; prezydent Wołodymyr Zełenski wystąpił na nadzwyczajnej sesji Parlamentu Europejskiego. Tego samego dnia PE przyjął wniosek kraju o przystąpienie do Unii Europejskiej[137][138].
- 9 marca – wybory prezydenckie w Korei Południowej, w których zwyciężył lider opozycyjnej Partii Władzy Ludowej Yoon Suk-yeol[139].
- 10 marca – większością 137 głosów, Zgromadzenie Narodowe wybrało Katalin Novák na urząd prezydenta Węgier. Jej kontrkandydat Péter Róna, otrzymał 51 głosów[140].
- 11 marca – Gabriel Boric objął urząd prezydenta Chile[141].
- 13 marca – Wahagn Chaczaturian objął urząd prezydenta Armenii[142].
- 15 marca – Rosja wystąpiła z Rady Europy tym samym przestając być jej członkiem[143][144]. Wcześniej Zgromadzenie Parlamentarne Rady Europy bez głosu sprzeciwu przy trzech głosach wstrzymujących się w związku z inwazją Rosji na Ukrainę podjęło decyzję o wykluczeniu jej z szeregów tej organizacji[145].
- 21 marca – Katastrofa lotu China Eastern Airlines 5735 (133 ofiary)
- 25 marca – na zakończenie nabożeństwa pokutnego w bazylice św. Piotra, papież Franciszek dokonał aktu poświęcenia Rosji i Ukrainy Niepokalanemu Sercu Maryi[146][147].
- 27 marca:
  - Odbywa się 94. ceremonia wręczenia Oscarów.
  - Zgromadzenie Ustawodawcze wprowadziło stan wyjątkowy na terenie całego Salwadoru w związku ze wzrostem fali przemocy i zabójstw dokonywanych przez gangi[148].

### Kwiecień
- 3 kwietnia – odbyły się wybory parlamentarne na Węgrzech, które wygrał rządzący dotychczas Węgrami sojusz partii Fidesz i Chrześcijańsko-Demokratycznej Partii Ludowej[149].
- 8 kwietnia – fuzja amerykańskich spółek WarnerMedia i Discovery, w wyniku której powstało przedsiębiorstwo środków masowego przekazu i rozrywki Warner Bros. Discovery[150].
- 10 kwietnia – odbyła się pierwsza tura wyborów prezydenckich we Francji[151][152]. Żaden z kandydatów w pierwszej turze nie uzyskał co najmniej 50% głosów[152]. Do drugiej tury przeszli urzędujący prezydent Francji Emmanuel Macron (27,84%) i kandydatka Zjednoczenia Narodowego Marine Le-Pen (23,15%)[152].
- 14 kwietnia – Zatopienie, przez ukraińskie rakiety R-360 Neptun, krążownika Moskwa.
- 24 kwietnia:
  - odbyła się druga tura wyborów prezydenckich we Francji[151][153]. Wybory wygrał ubiegający się o reelekcję prezydent Francji Emmanuel Macron, który w drugiej turze pokonał swoją kontrkandydatkę ze Zjednoczenia Narodowego Marine Le-Pen, otrzymując 58,54% głosów[154].
  - wybory parlamentarne w Słowenii[155].

### Maj
- 7 maja – urzędujący prezydent Francji Emmanuel Macron po raz drugi dokonał zaprzysiężenia na urząd[156].
- 9 maja:
  - odbyły się wybory prezydenckie i parlamentarne na Filipinach[157].
  - Podanie się do dymisji premiera Sri Lanki Mahinda Rajapaksa w wyniku trwających protestów.
- 10 maja – Katalin Novák objęłą urząd prezydenta Węgier, jako pierwsza kobieta w historii[158].
- 12 maja – Drugie zdjęcie czarnej dziury wykonane przez Teleskop Horyzontu Zdarzeń i pierwsze zdjęcie Sagittariusa A*, centralnej czarnej dziury Drogi Mlecznej[159][160].
- 15 maja – pierwsza od czasu pandemii i pierwsza od października 2019 kanonizacja bł. Karola de Foucald, Łazarza Devasahayam Pillai, Cezarego de Bus, Alojzego Maria Palazzolo, Justyna Maria Russolillo, Marii Franciszki od Jezusa, Marii Dominiki Mantovani przez papieża Franciszka w Watykanie[161][162].
- 16 maja – premier Francji Jean Castex podał rząd do dymisji, która została przyjęta przez prezydenta Francji Emmanuela Macrona i tego samego dnia jego następczynią na urzędzie premiera została Élisabeth Borne[163].
- 20 maja – Zakończenie oblężenia Mariupola zwycięstwem wojsk rosyjskich.
- 21 maja – w wybory parlamentarne w Australii:
  - w wyborach do Izby Reprezentantów zwyciężyła ALP (77 mandatów), przed dotychcza rządzącą Koalicją (58 mandatów)
  - w wyborach do Senatu zwyciężyła Koalicja (32 mandaty), przed ALP (15 mandatów)[164].
- 23 maja – Anthony Albanese został premierem Australii[165].

### Czerwiec
- 1 czerwca – Robert Golob objął urząd premiera Słowenii[166].
- 5 czerwca – weszła w życie konstytucja apostolska Praedicate Evangelium, reformująca Kurię Rzymską a zastępującą dotychczasową konstytucję Pastor Bonus[167][168].
- 6 czerwca – Masakra w Owie w kościele katolickim podczas Zielonych Świętek. Zginęło 50 osób.
- 12 i 19 czerwca – wybory parlamentarne we Francji[157].
- 14 czerwca – Podzielenie wyspy Hans na pół i ustanowienie na niej lądowej granicy duńsko-kanadyjskiej[169].
- 22 czerwca – Trzęsienie ziemi na granicy pakistańsko-afgańskiej, przez które zginęło 1193 osób, a 3025 zostało rannych.
- 24 czerwca – Sąd Najwyższy Stanów Zjednoczonych orzekł, że Konstytucja Stanów Zjednoczonych nie gwarantuje prawa do aborcji, a kwestia jej regulacji leży w gestii władz stanowych tym samym zniósł poprzedni wyrok z 1973 roku w sprawie Roe przeciwko Wade[170].
- 27 czerwca – Śmierć 53 migrantów(inne języki) w wyniku uduszenia podczas próby nielegalnego przemytu ludzi przez granicę meksykańsko-amerykańską.
- 29–30 czerwca – szczyt NATO w Madrycie, na którym m.in. podjęto decyzję o uznaniu Rosji w związku z inwazją tego kraju na Ukrainę za najważniejsze i bezpośrednie zagrożenie dla paktu oraz podpisano protokoły akcesyjne Finlandii i Szwecji do NATO i podjęto decyzję o utworzeniu dowództwa V korpusu Armii Stanów Zjednoczonych w Polsce[171][172].

### Lipiec
- 1 lipca:
  - Czechy objęły prezydencję w Radzie Unii Europejskiej.
  - Wybuch krwawych protestów w Uzbekistanie w republice Karakałpacji przeciwko zniesieniu autonomii regionu. 18 ofiar śmiertelnych, 243 rannych i 516 aresztowanych[173][174].
  - Ja’ir Lapid objął urząd premiera Izraela[175].
- 5 lipca – podpisanie protokołów akcesyjnych Finlandii i Szwecji do NATO w kwaterze głównej Paktu Północnoatlantyckiego[176].
- 7 lipca – Boris Johnson złożył rezygnację z funkcji lidera brytyjskiej Partii Konserwatywnej i zapowiedział rezygnację ze stanowiska premiera Wielkiej Brytanii, niezwłocznie po wyborze nowego przewodniczącego partii[177].
- 8 lipca – zamach na byłego premiera Japonii Shinzō Abe[178].
- 9 lipca – Szturm protestujących na pałac prezydencki na Sri Lance i zmuszenie prezydenta Gotabaya Rajapaksa do złożenia urzędu[179].
- 11 lipca – Pierwsze operacyjne zdjęcie wykonane przez kosmiczny teleskop Jamesa Webba.
- 21 lipca – prezydent Włoch Sergio Mattarella oficjalnie rozwiązał parlament wyznaczając datę przedterminowych wyborów parlamentarnych na 25 września[180].
- 24 lipca – Bajram Begaj objął urząd prezydenta Albanii[181].
- 25 lipca – Draupadi Murmu objęła urząd prezydenta Indii[182].

### Sierpień
- 2 sierpnia – Gyłyb Donew został premieram Bułgarii[183].
- 5–7 sierpnia – Siły Obronne Izraela dokonały serii nalotów na Strefę Gazy przeciwko celom organizacji Palestyński Islamski Dżihad, w wyniku których zginęło 44 osób.
- 6 sierpnia – wypadek polskiego autokaru w Chorwacji. 12 osób zginęło, 43 osoby zostały ranne[184].

### Wrzesień
- 4 września – papież Franciszek podczas eucharystii na placu świętego Piotra dokonał beatyfikacji papieża Jana Pawła I, wpisując go w poczet błogosławionych Kościoła katolickiego[185].
- 6 września – Liz Truss objęła urząd premiera Wielkiej Brytanii[186].
- 8 września:
  - książę Walii Karol, po śmierci swojej matki królowej Elżbiety II został nowym brytyjskim monarchą jako król Karol III, jednocześnie stając się głową państwa wszystkich 14 pozostałych commonwealth realms i Głową Wspólnoty Narodów[187][188].
  - książę Cambridge Wilhelm został następcą tronu Wielkiej Brytanii.
  - królowa Danii Małgorzata II stała się najdłużej urzędującą głową państwa na świecie (od 14 stycznia 1972).
- 9 września – król Karol III nadał swojemu synowi księciu Cambridge Wilhelmowi tytuł księcia Walii[189].
- 10 września – Rada Akcesyjna proklamowała Karola III nowym królem Zjednoczonego Królestwa Wielkiej Brytanii i Irlandii Północnej[190].
- 11 września:
  - wybory parlamentarne w Szwecji, które wygrał blok prawicowy[191].
  - w wyniku trzęsienia ziemi w Papui-Nowej Gwinei zginęło 12 osób, a 42 zostały ranne.
- 12–14 września – Starcia zbrojne na granicy armeńsko-azerskiej, w wyniku których Azerbejdżan zajął 10 km² terytorium Armenii, a w trakcie zginęło 215 osób.
- 14–20 września – Największe starcie zbrojne między siłami Tadżykistanu a Kirgistanu w trakcie serii potyczek w 2022 roku(inne języki).
- 16 września – Wybuch krwawych protestów w Iranie po zabójstwie Mahsy Amini.
- 19 września:
  - po 3 latach obowiązywania dotychczasowej nazwy, w ramach reformy konstytucyjnej, stolicy Kazachstanu przywrócono poprzednią – Astana[192].
  - pogrzeb królowej Wielkiej Brytanii Elżbiety II w Opactwie Westminsterskim[193].
- 21 września – zarządzenie częściowej mobilizacji w Rosji[194].
- 25 września – wybory parlamentarne we Włoszech, które wygrała narodowo-konserwatywna partia polityczna Bracia Włosi[195].
- 26 września – Eksplozja i wyciek dwóch nitek gazociągu Nord Stream i jednej nitki Nord Stream 2[196].
- 27 września – Celowe uderzenie przez sondę DART w planetoidę Dimorphos, w celu zmiany jej orbity.
- 30 września – Drugi udany zamach stanu w Burkinie Faso(inne języki) – Paul-Henri Sandaogo Damiba został usunięty przez Ibrahima Traore.

### Październik
- 1 października – wybory parlamentarne na Łotwie, które wygrała centroprawicowa koalicja Nowa Jedność[197].
- 2 października – pierwsza tura wyborów prezydenckich w Brazylii. Nie wyłoniło zwycięzcy. W II turze zmierzą się urzędujący prezydent Jair Bolsonaro oraz były prezydent w latach 2003–2011 Lula da Silva[198].
- 8 października – Wybuch na moście Krymskim.
- 9 października – wybory prezydenckie w Austrii. Reelekcja Alexandra Van der Bellena (56,69% głosów)[199].
- 20 października – Liz Truss złożyła rezygnację z funkcji premiera Wielkiej Brytanii i ze stanowiska lidera brytyjskiej Partii Konserwatywnej po 45 dniach ich sprawowania[200].
- 22 października – Giorgia Meloni została zaprzysiężona przez prezydenta Włoch na urząd premiera, stając pierwszą w historii kobietą na stanowisku premiera włoskiego rządu[201][202].
- 23 października – pierwsza tura wyborów prezydenckich w Słowenii. Nie wyłoniło zwycięzcy. W II turze zmierzą się konserwatysta Anže Logar oraz kandydatka centrolewicy Nataša Pirc Musar[203].
- 25 października – Rishi Sunak objął urząd premiera Wielkiej Brytanii po Liz Truss jako najkrócej urzędującym premierem w historii Wielkiej Brytanii[204].
- 29 października – wybuch paniki podczas imprezy z okazji Halloween w Seulu[205].
- 30 października – druga tura wyborów prezydenckich w Brazylii[157], którą wygrał Lula da Silva pokonując urzędującego prezydenta Jaira Bolsonaro[206].

### Listopad
- 1 listopada – Wybory parlamentarne w Izraelu[207].
- 3–6 listopada – pierwsza historyczna podróż apostolska Franciszka do Bahrajnu[208].
- 13 listopada:
  - druga tura wyborów prezydenckich w Słowenii, którą wygrała kandydatka centrolewicy Nataša Pirc Musar pokonując konserwatystę Anže Logara[209].
  - w Stambule miał miejsce zamach terrorystyczny, w którym zginęło 6 osób[210].
- 15 listopada – ludność świata przekroczyła 8 mld populacji[211].
- 16 listopada – start misji Artemis 1[212].
- 19 listopada/20 listopada – początek operacji Turcji Miecz szpon przeciwko Kurdyjskim bojownikom w Iraku i Syrii[213].

### Grudzień
- 7 grudnia – po próbie przeprowadzenia zamachu stanu przez prezydenta Peru Pedro Castillo, a następnie jego usunięciu w drodze impeachmentu na nowego prezydenta została zaprzysiężona przez parlament dotychczasowa wiceprezydent Dina Boluarte[214].
- 12–13 grudnia – 141 osób zginęło w powodzi w Kinszasie, stolicy Demokratycznej Republiki Konga[215].
- 17 grudnia:
  - papież Franciszek podpisał 16 dekretów beatyfikacyjnych 24 sług Bożych z 9 krajów w tym dekret uznający męczeństwo Józefa i Wiktorii Ulmów oraz ich dzieci, co otwiera drogę do ich beatyfikacji[216].
  - Leo Varadkar po raz drugi stanął na czele rządu Iralndii, jako Taoiseach[217].
- 22 grudnia – Nataša Pirc Musar została zaprzysiężona na prezydenta Słowenii, jako pierwsza w historii kobieta[218].
- 29 grudnia – Binjamin Netanjahu po raz szósty stanął na czele rządu Izraela[219].

## Wydarzenia sportowe

### Styczeń
- 8 grudnia–18 stycznia – 72. edycja Ashes Series w krykiecie w Australii. W finale Australijczycy pokonali Anglików 4:0. To trzydziesty czwarty tytuł w historii tego kraju.
- 1 stycznia – 50. edycja NHL Winter Classic w Minneapolis, w stanie Minnesota. Hokeiści St. Louis Blues pokonali rywali z Minnesota Wild 6:4.
- 15 grudnia-3 stycznia – 29. Mistrzostwa Świata Organizacji PDC w dartach w Londynie. W finale Szkot Peter Wright pokonał Anglika Callana Rydza 5:4. To drugi tytuł w karierze tego zawodnika.
- 28 grudnia-4 stycznia – 16. edycja Tour de Ski w biegach narciarskich. Zwycięstwo w klasyfikacji generalnej odnieśli Norweg Johannes Høsflot Klæbo i Rosjanka Natalja Niepriajewa. W klasyfikacji sprinterskiej wspólnie z Klæbo triumfowała Szwedka Johanna Hagström.
- 28 grudnia-6 stycznia – 70. edycja Turnieju Czterech Skoczni. Po raz drugi w karierze po wygraną sięgnął Japończyk Ryōyū Kobayashi.
- 1–9 stycznia – 3. edycja tenisowego turnieju ATP Cup w Sydney. W finale reprezentanci Kanady (w składzie: Denis Shapovalov i Félix Auger-Aliassime) pokonali Hiszpanów (w składzie: Pablo Carreño Busta, Pedro Martínez i Alejandro Davidovich Fokina) 2:0. Polacy dotarli do półfinału turnieju (w składzie: Hubert Hurkacz, Jan Zieliński i Szymon Walków).
- 7–9 stycznia
  - Mistrzostwa Europy w łyżwiarstwie szybkim w wieloboju w holenderskim Thialf. Klasyfikację medalową wygrała reprezentacja Holandii. Podium dopełnili Polacy i Belgowie. Reprezentanci Polski wywalczyli trzy medale – po złoto sięgnęli Piotr Michalski (bieg na 500 metrów) i drużyna sprinterska kobiet (w składzie: Karolina Bosiek, Andżelika Wójcik i Kaja Ziomek). Brąz zdobyła drużyna sprinterska mężczyzn (w składzie: Marek Kania, Piotr Michalski i Damian Żurek).
  - Halowe Mistrzostwa Europy w fistballu mężczyzn w Szwajcarii. Tytuł mistrzowski wywalczyli zawodnicy niemieckiego TSV Pfungstadt.
  - Halowe Mistrzostwa Europy w fistballu kobiet w Niemczech. Najlepsze okazały się zawodniczki niemieckiego TSV Dennach.
- 2–14 stycznia – 44. edycja Rajdu Dakar w Arabii Saudyjskiej. W klasyfikacji samochodów triumfował Katarczyk Nasser Al-Attiyah i Francuz Mathieu Baumel (Toyota GR DKR Hilux). Jakub Przygoński zajął szóstą pozycję. W klasie motocykli najlepszy okazał się Brytyjczyk Sam Sunderland (Gas Gas 450 Rally). W kategorii ciężarówek zwycięstwo odniosła rosyjska załoga w składzie – Dmitrij Sotnikow, Rusłan Akmamadiejew i Ilgiz Akmetzjanow. W klasyfikacji quadowców po wygraną sięgnął Francuz Alexandre Giroud (Yamaha Racing – SMX – Drag’On). Kamil Wiśniewski zajął trzecie miejsce. W klasie lekkich prototypów triumf odniosła chilijska załoga – Francisco Lopez Contardo i Juan Pablo Latrach Vinagre (Vinagre EKS – South Racing). W kategorii samochodów UTV najlepsi okazali się Amerykanin Austin Jones i Brazylijczyk Gustavo Gugelmin (Can-Am Factory South Racing). Marek Goczał i Łukasz Łaskawiec zajęli czwartą, natomiast Michał Goczał i Szymon Gospodarczyk piątą lokatę. W klasyfikacji samochodów klasycznych triumfowała francuska załoga w składzie – Serge Mogno i Florent Drulhon (Team FSO).
- 9–16 stycznia – 47. edycja snookerowego turnieju Masters w Londynie. W finale Neil Robertson pokonał Anglika Barry’ego Hawkinsa 10:4. To drugi tytuł w karierze Australijczyka. Najwyższego brejka uzyskał Anglik Stuart Bingham (139 punktów).
- 10–16 stycznia – 113. Mistrzostwa Europy w łyżwiarstwie figurowym w estońskim Tallinnie. Zmagania zdominowali reprezentanci Rosji. Wśród solistów najlepsi okazali się Mark Kondratiuk i Kamiła Walijewa. Zwycięstwo w zmaganiach par sportowych odnieśli Aleksandr Gallamow i Anastasija Miszyna. W rywalizacji par tanecznych po wygraną sięgnęli Nikita Kacałapow i Wiktorija Sinicyna.
- 14–16 stycznia – 28. Mistrzostwa Europy w skeletonie i bobslejach w szwajcarskim Sankt Moritz. W zmaganiach skeletonistów najlepsi okazali się Łotysz Martins Dukurs (po raz dwunasty) i Holenderka Kimberley Bos. W dwójkach mężczyzn triumf odnieśli Francesco Friedrich i Thorsten Margis (po raz czwarty). W czwórkach mężczyzn najlepsza okazała się łotewska załoga – Oskars Ķibermanis, Dāvis Spriņģis, Matīss Miknis i Edgars Nemme. W dwójkach kobiet po zwycięstwo sięgnęły Niemki, Kim Kalicki i Lisa Buckwitz. W jedynkach kobiet najlepszy okazała się Niemka Mariama Jamanka.
- 5–20 stycznia – 61. Mistrzostwa Świata w warcabach w holenderskim Eindhoven. Po raz trzeci w karierze po tytuł mistrzowski sięgnął Holender Roel Boomstra.
- 7–23 stycznia – 44. Halowe Mistrzostwa Świata w bowls w angielskim Norfolk. Tytuły mistrzowskie wywalczyli reprezentanci Anglii – Les Gillett i Katherine Rednall (po raz czwarty).
- 18–23 stycznia – 23. Mistrzostwa czterech kontynentów w łyżwiarstwie figurowym w estońskim Tallinnie. Wśród solistów najlepsi okazali się Koreańczyk Cha Jun-hwan i Japonka Mai Mihara. W rywalizacji duetów po zwycięstwo sięgnęli reprezentanci Stanów Zjednoczonych – Audrey Lu i Misha Mitrofanov (para sportowa) oraz Caroline Green i Michael Parsons.
- 21–23 stycznia – XXVI edycja Winter X Games, czyli Igrzysk Sportów Ekstremalnych w amerykańskim Aspen. W klasyfikacji medalowej triumfowali Nowozelandczycy, którzy wyprzedzili Amerykanów i Norwegów.
- 22–23 stycznia – 53. Mistrzostwa Europy w saneczkarstwie na torach lodowych w szwajcarskim Sankt Moritz. W zmaganiach jedynek tytuły mistrzowskie wywalczyli Austriak Wolfgang Kindl i Niemka Natalie Geisenberger (po raz piąty). W rywalizacji dwójek najlepsi okazały się niemieccy saneczkarze, Toni Eggert i Sascha Benecken (po raz czwarty). Zwycięstwo w sztafecie odnieśli Łotysze (w składzie: Elīna Ieva Vītola, Kristers Aparjods oraz Mārtiņš Bots i Roberts Plūme).
- 26–29 stycznia – Mistrzostwa Świata we wspinaczce lodowej w Szwajcarii. W sprincie najlepsi okazali się Irańczyk Mohsen Beheshti Rad i Rosjanka Swietłana Sawitskaja, natomiast w prowadzeniu Francuz Louna Ladevant i Szwajcarka Petra Klingler.
- 13–30 stycznia – 15. Mistrzostwa Europy w piłce ręcznej mężczyzn na Węgrzech i w Słowacji. W finale Szwedzi pokonali Hiszpanów 27:26. To piąty tytuł w historii tego kraju. Brązowy medal wywalczyli Duńczycy, którzy wygrali w dogrywce z Francuzami rezultatem 35:32. MVP turnieju został Szwed Jim Gottfridsson, natomiast królem strzelców Islandczyk Ómar Ingi Magnússon (59 bramek). Trzecie miejsce w klasyfikacji strzelców zajął Polak Arkadiusz Moryto (47 trafień). Wyróżnieni zostali również inny z reprezentantów Szwecji, Oscar Bergendahl (obrońca), Hiszpan Aleix Gómez (lewoskrzydłowy), Duńczycy Mathias Gidsel (prawy rozgrywający), Mikkel Hansen (lewy rozgrywający) i Kevin Møller (bramkarz), Holender Luc Steins (środkowy rozgrywający), Czarnogórzanin Miloš Vujović (lewoskrzydłowy) oraz Niemiec Johannes Golla.
- 17–30 stycznia – 110. edycja wielkoszlemowego turnieju tenisowego Australian Open. W grze pojedynczej triumfowali Hiszpan Rafael Nadal (po raz drugi) i Australijka Ashleigh Barty. Dla Nadal to dwudziesty pierwszy tytuł wielkoszlemowy w karierze, czym ustanowił absolutny rekord w tenisie ziemnym mężczyzn. W grze podwójnej najlepsi okazali się Australijczycy, Nick Kyrgios i Thanasi Kokkinakis oraz Czeszki, Barbora Krejčíková i Kateřina Siniaková. W grze mieszanej zwycięstwo odnieśli Chorwat Ivan Dogig i Francuzka Kristina Mladenovic.
- 24–30 stycznia – 29. Mistrzostwa Europy w biathlonie w niemieckim Großer Arber. W klasyfikacji medalowej triumf odnieśli reprezentanci Norwegii przed Francuzami i Mołdawianami.
- 28–30 stycznia
  - Mistrzostwa Świata w narciarstwie szybkim we Francji. Po wygraną sięgnęli Francuz Simon Billy i Włoszka Valentina Greggio.
  - 10. edycja turnieju Masteres w dartach w angielskim Milton Keynes. W angielskim finale Joe Cullen pokonał Dave’a Chisnalla 11:9.
- 29–30 stycznia – 73. Mistrzostwa świata w kolarstwie przełajowym w amerykańskim Fayetteville. Po tytuły mistrzowskie sięgnęli Brytyjczyk Tom Pidcock i Holenderka Marianne Vos (po raz ósmy).

### Luty
- 4–5 lutego – Mistrzostwa Świata w bieganiu po śniegu w Hiszpanii. Klasyfikację medalową wygrała reprezentacja Włoch.
- 3–6 lutego – Mistrzostwa Świata w triathlonie i duathlonie zimowym w Andorze. Najlepsza okazała się reprezentacja Rosji.
- 9 stycznia-6 lutego – 33. edycja Pucharu Narodów Afryki w Kamerunie.
- 19 stycznia-6 lutego – 12. Mistrzostwa Europy w futsalu w Holandii. W finale Portugalczycy pokonali Rosjan 4:2. To drugi tytuł w historii tego kraju. Brąz wywalczyli reprezentanci Hiszpanii, którzy wygrali z Ukraińcami 4:1. MVP turnieju został Portugalczyk Zicky Té, natomiast królem strzelców Kazach Birzhan Orazov (7 goli).
- 5–6 lutego – 31. edycja Race of Champions w szwedzkim Piteå. W zmaganiach indywidualnych najlepszy okazał się Francuz Sébastien Loeb, natomiast w rywalizacji drużynowych reprezentacja Norwegii (w składzie: Petter i Oliver Solbergowie). Najlepszym e-sportowym zawodnikiem został Holender Jarno Opmeer.
- 6 lutego – Finał Pro Bowl w Las Vegas, w stanie Nevada. Po tytuł sięgnęli zawodnicy American Football Conference, którzy pokonali rywali z National Football Conference 41:35.
- 3–12 lutego – 18. edycja Klubowych Mistrzostwa Świata w piłce nożnej w Abu Zabi. W finale piłkarze angielskiej Chelsea F.C. pokonali w dogrywce rywali z brazylijskiego SE Palmeiras 2:1. Trzecie miejsce zajęli zawodnicy egipskiego Al-Ahly Kair, którzy wygrali z arabskim Al-Hilal 4:0. Złotą Piłkę na najlepszego zawodnika turnieju został Brazylijczyk Thiago Silva, natomiast królem strzelców aż czterech piłkarzy – Malijczyk Abdoulay Diaby, Egipcjanin Yasser Ibrahim, Belg Romelu Lukaku oraz Brazylijczyk Raphael Veiga (po dwie bramki).
- 7–13 lutego – 12. edycja snookerowego turnieju Players Championship w angielskim Wolverhampton. W finale Australijczyk Neil Robertson pokonał Anglika Barry’ego Hawkinsa 10:5. Najwyższego brejka uzyskał Anglik Kyren Wilson (141 punktów).
- 11–13 lutego
  - 32. Halowy Puchar Europy w hokeju na trawie w tureckiej Alanyi. W finale zawodnicy Dinamo Elektrostal pokonali rywali z chorwackiego Zeliny 9:5. Brąz zdobyli hokeiści Complutense, którzy wygrali z turecką Gaziantepą 5:1. Królem strzelców został Austriak Fabian Unterkircher (26 bramek).
  - 31. edycja Klubowych Mistrzostw Świata FIBA w koszykówce w Kairze. W finale koszykarze brazylijskiego Flamengo pokonali rywali z hiszpańskiego San Pablo Burgos 75:62. Brązowy medal wywalczyli zawodnicy amerykańskiego Lakeland Magic, którzy wygrali z egipcjanckim Zamalkiem 113:78. MVP turnieju został Meksykanin Luke Martínez.
- 13 lutego – 56. finał Super Bowl w futbolu amerykańskim w amerykańskim mieście Inglewood, w Kalifornii. W finale futboliści Los Angeles Rams pokonali zawodników Cincinnati Bengals 23:20. MVP turnieju został Cooper Kupp.
- 11–14 lutego – 39. Mistrzostwa Świata Kobiet w Snookerze w angielskim Sheffield. W finale Tajka Nutcharut Wongharuthai pokonała Belgijkę Wendy Jans 6:5. Najwyższego brejka uzyskała reprezentantka Hongkongu, Ng On Yee (97 punktów).
- 14–19 lutego – 18. Halowe Mistrzostwa Europy w łucznictwie w słoweńskim Laško. Klasyfikację medalową wygrała reprezentacja Francji przed Włochami, Holandią i Szwecją. Polacy zdobyli brązowy medal za sprawą drużyny kobiet specjalizującej się w strzelaniu z łuku gołego – Anny Junczyk-Paczuskiej, Reginy Karkoszki i Ingi Zagrodzkiej-Dobiji.
- 4–20 lutego – XXIV Zimowe Igrzyska Olimpijskie w Pekinie. Klasyfikację medalową wygrała reprezentacja Norwegii przed Niemcami i Chinami. Brązowy medal dla Polski wywalczył skoczek narciarski Dawid Kubacki (na skoczni normalnej).
- 19–20 lutego – Mistrzostwa Świata w wędkarstwie. Zwycięstwo odniosła reprezentacja Litwy.
- 20 lutego
  - 71. edycja Meczu Gwiazd NBA w koszykówce mężczyzn w Cleveland. Lepsza okazała się Team LeBrona, który pokonał Team Duranta.
  - 64. edycja prestiżowego wyścigu Daytona 500. Zwycięstwo odniósł Austin Cindric z zespołu Penske.
- 25–26 lutego – Halowe Mistrzostwa Świata w wioślarstwie w Niemczech. Najlepsza okazała się reprezentacja Chin.
- 26 lutego – 3. edycja prestiżowego konkursu jeździeckiego Saudi Cup w Arabii Saudyjskiej. Zwycięstwo odniósł Portorykańczyk Wigberto Ramos na koniu Emblem Road.
- 16–27 lutego – Mistrzostwa Świata w nieolimpijskich sportach na lodzie. Najlepsza okazała się reprezentacja Niemiec.
- 23–27 lutego – 19. Mistrzostwa Świata w wyścigach zaprzęgu psów w norweskim Hamarze. Klasyfikację medalową wygrała reprezentacja Norwegii przed Szwecją i Czechami. Srebrny medal dla Polski wywalczyła Agnieszka Jarecka.
- 26–27 lutego – 51. edycja tenisowego turnieju Pucharu Europy Top 16 we szwajcarskim Montreux. Po tytuły mistrzowskie sięgnęli Słoweniec Darko Jorgić i Niemka Han Ying.

### Marzec
- 28 lutego-4 marca – Mistrzostwa Świata w wyścigach psów na długim dystansie w Szwecji. Najlepsi okazali się reprezentanci Norwegii.
- 1 marca – 8. finał Ligi Mistrzów w hokeju na lodzie w szwedzkim Ängelholm. W finale hokeiści szwedzkiego Rögle BK pokonali rywali z fińskiej Tappary 2:1. MVP turnieju został Niemiec Frederik Tiffels, natomiast królem strzelców Amerykanin Ryan Lasch (18 trafień).
- 3–5 marca – 52. Mistrzostwa Świata w łyżwiarstwie szybkim w sieloboju sprinterskim w norweskim Hamarze. W zmaganiach indywidualnych najlepsi okazali się reprezentanci Holandii – Thomas Krol i Jutta Leerdam. W rywalizacji drużynowej zwycięstwo odnieśli Norwegowie i Holenderki. Srebrne medale wywalczyły drużyny kobiet (w składzie: Andżelika Wójcik, Kaja Ziomek i Karolina Bosiek) oraz mężczyzn (w składzie: Marek Kania, Piotr Michalski i Damian Żurek).
- 4–5 marca – 3. Drużynowe Mistrzostwa Świata w chodzie sportowym w omańskim Maskacie. Klasyfikację medalową wygrała reprezentacja Chin przed Ekwadorczykami i Hiszpanami. Brązowy medal dla Polski zdobyła Katarzyna Zdziebło.
- 5–6 marca – 115. Mistrzostwa Świata w łyżwiarstwie szybkim w wieloboju w norweskim Hamarze. Tytuły mistrzowskie wywalczyli Szwed Nils van der Poel i Holenderka Irene Schouten.
- 6 marca – 15. Maraton Tokijski. Zwycięstwo odnieśli reprezentanci Kenii – Eliud Kipchoge i Brigid Kosgei.
- 4–13 marca – XIII Zimowe Igrzyska Paraolimpijskie w Pekinie. W klasyfikacji medalowej triumf odnieśli reprezentanci Chin przed Ukraińcami i Kanadyjczykami.
- 10–12 marca – Mistrzostwa Świata w wyścigach psów w Szwecji. Najlepsi okazali się reprezentanci Niemiec.
- 10–13 marca
  - 27. Mistrzostwa Świata w lotach narciarskich w norweskim Vikersund. W klasyfikacji indywidualnej najlepszy okazał się Norweg Marius Lindvik, natomiast w zmaganiach drużynowych reprezentacja Słowenii.
  - 28. Mistrzostwa Świata w gimnastyce akrobatycznej w azerskim Baku. Klasyfikację medalową wygrali Belgowie przed Portugalczykami i Amerykanami.
  - 34. Drużynowe Mistrzostwa Świata w karambolu bilardowym w niemieckim Viersen. W finale Turcy pokonali Kolumbijczyków 2:0.
- 12–13 marca – 21. Puchar Europy w rzutach w portugalskiej Leirze. W klasyfikacji medalowej triumfowali Włosi przed Łotyszami i Portugalczykami. W klasyfikacji punktowej najlepsi okazali się Włosi oraz Brytyjki. Polacy zajęli drugie, natomiast Polki czwarte miejsce.
- 10–14 marca – 49. edycja golfowego turnieju Players Championship w amerykańskiej Ponte Vedrze Beach, w stanie Floryda. Tytuł mistrzowski wywalczył Australijczyk Cameron Smith.
- 5 lutego–19 marca – 23. edycja Pucharu Sześciu Narodów. Tytuł mistrzowski zdobyła reprezentacja Francji, która pokonała Anglię 25:13. MVP turnieju został Francuz Antoine Dupont. Najwięcej punktów wywalczył Anglik Marcus Smith (71), natomiast przyłożeń ex-aequo Francuzi Damian Penaud i Gabin Villière oraz Irlandczyk James Lowe (3).
- 14–19 marca – 25. Mistrzostwa Świata w biegu na orientację w fińskich miejscowościach Kemi i Keminmaa. W klasyfikacji medalowej najlepsi okazali się Norwegowie, którzy wyprzedzili Estończyków i Szwedów.
- 19 marca – 113. edycja kolarskiego wyścigu Mediolan-San Remo. Zwycięstwo odniósł Słoweniec Matej Mohorič z ekipy Bahrain Victorious.
- 5 lutego–20 marca – 6. edycja Rugby Europe Championship. Zwycięstwo odnieśli Gruzini, którzy w finale pokonali Hiszpanów 49:15. Najwięcej punktów zdobył Hiszpan Manuel Ordas (55), natomiast przyłożeń Gruzin Akaki Tabutsadze (6).
- 9–20 marca – 48. (33. u kobiet) edycja tenisowego turnieju Indian Wells Masters 1000. W grze pojedynczej triumfowali Amerykanin Taylor Fritz i Polka Iga Świątek. W deblu najlepsi okazali się reprezentanci Stanów Zjednoczonych, John Isner i Jack Sock oraz Chinki – Xu Yifan i Yang Zhaoxuan.
- 16–20 marca – 114. edycja turnieju England Open w badmintonie w angielskim Birmingham. Najlepszymi singlistami zostali Duńczyk Viktor Axelsen i Japonka Akane Yamaguchi. W grze podwójnej triumf odnieśli Indonezyjczycy (w składzie: Muhammad Shohibul Fikri i Bagas Maulana) i Japonki (w składzie: Nami Matsuyama i Chiharu Shida). W mikście po wygraną również sięgnęli Japończycy – Yuta Watanabe i Arisa Higashino.
- 18–20 marca – 18. Halowe Mistrzostwa Świata w lekkoatletyce w Belgradzie. Klasyfikację medalową wygrali Etiopczycy, którzy wyprzedzili Amerykanów i Belgów. Srebro dla Polski wywalczyła wieloboistka Adrianna Sułek, natomiast brąz sztafeta 4x400 metrów kobiet (w składzie: Natalia Kaczmarek, Iga Baumgart-Witan, Kinga Gacka i Justyna Święty-Ersetic).
- 23–26 marca – 111. Mistrzostwa Świata w łyżwiarstwie figurowym we francuskim Montpellier. Wśród solistów najlepsi okazali się reprezentanci Japonii – Shoma Uno i Kaori Sakamoto. W rywalizacji par sportowych triumf odnieśli Amerykanie – Alexa Knierim i Brandon Frazier. W zmaganiach par tanecznych po wygraną sięgnęła francuska para – Gabriella Papadakis i Guillaume Cizeron.
- 26 marca – 26. edycja Pucharu Świata w jeździectwie w Dubaju. Najlepszy okazał się Włoch Frankie Dettori na koniu Country Grammer.
- 19–27 marca
  - 43. Mistrzostwa Świata w curlingu kobiet w Kanadzie. W finale Szwajcarki pokonały Koreanki 7:6. Brąz wywalczyły Kanadyjki dzięki wygranej 8:7 z reprezentantkami Szwecji. Wyróżnione zostały: Szwedki Sofia Mabergs (liderka) i Sara McManus (trzecia) oraz Szwajcarki Esther Neuenschwander (druga) i Alina Pätz (skip).
  - 52. Mistrzostwa Europy w strzelectwie w norweskim Hamarze. W klasyfikacji medalowej triumfowali Ormianie przed Niemcami i Włochami. Złoto dla Polski zdobyła drużyna kobiet w strzelaniu z karabinu (w składzie: Natalia Kochańska, Julia Ewa Piotrowska i Aneta Stankiewicz).
- 23–27 marca
  - 23. edycja turnieju WGC Match Play, czyli nieoficjalnych Mistrzostw Świata w golfie w amerykańskim mieście Austin, w stanie Teksas. Tytuł mistrzowski wywalczył Amerykanin Scottie Scheffler.
  - 11. Mistrzostwa Świata w bandy kobiet w Szwecji. W finale Szwedki pokonały Norweżki 10:0. Brąz wywalczyły Finki, które wygrały z Amerykankami 5:2.
  - Mistrzostwa Świata w sztukach walki w Holandii. Najlepsi okazali się reprezentanci Kazachstanu.

### Kwiecień
- 28 marca–1 kwietnia – 7. Mistrzostwa Świata w bilardowej „dziewiątce” w Las Vegas, w stanie Nevada. W finale Polak Wojciech Szewczyk pokonał Peruwiańczyka Christophera Téveza 10:8.
- 22 marca-3 kwietnia – 37. edycja tenisowego turnieju Miami Open. W grze pojedynczej triumfowali Hiszpan Carlos Alcaraz i Iga Świątek. W deblu najlepsi okazali się Polak Hubert Hurkacz i Amerykanin John Isner oraz Niemka Laura Siegemund i Rosjanka Wiera Zwonariowa.
- 28 marca-3 kwietnia
  - 73. Mistrzostwa Europy w zapasach w Budapeszcie. W klasyfikacji medalowej najlepsza okazała się reprezentacja Turcji, która pokonała Azerów i Gruzinów. Polacy wywalczyli dziewięć medali. Srebro zdobyła Jowita Wrzesień, natomiast brąz Anna Łukasiak, Katarzyna Krawczyk, Natalia Kubaty, Natalia Strzałka, Eduard Grigorjew, Sebastian Jezierzański, Zbigniew Baranowski i Robert Baran.
  - 4. edycja snookerowego turnieju Tour Championship 2022 w walijskim Llandudno. Tytuł mistrzowski obronił Australijczyk Neil Robertson, który w finale pokonał Szkota Johna Higgina 10:9. Najwyższego brejka uzyskał Anglik Judd Trump (140 punktów).
- 31 marca-3 kwietnia – 51. edycja golfowego turnieju wielkoszlemowego Chevron Championship w amerykańskim Rancho Mirage, w stanie Kalifornia. Po tytuł sięgnęła Amerykanka Jennifer Kupcho.
- 2–3 kwietnia – 34. edycja Final four Ligi Mistrzów LEN w piłce wodnej kobiet w Grecji. Zawodniczki Olimpiacosa Pirues pokonały w ostatecznym starciu rywalki z hiszpańskiego CN Sabadell 11:7. Brązowy medal wywalczyły pływaczki włoskiego Plebiscito Pauda, które wygrały zawodniczkami węgierskiego z UVSE Hunguest Hotel 11:6.
- 3 kwietnia – 106. (19. u kobiet) edycja kolarskiego wyścigu Ronde van Vlaanderen. Zwycięstwo odnieśli Holender Mathieu van der Poel i Belgijka Lotte Kopecky.
- 27 marca-9 kwietnia
  - 45. Mistrzostwa Świata w brydżu sportowym we wøoskim Salsomaggiore Terme. Po tytuły mistrzowskie sięgnęli Polacy i Francuzki.
  - 22. Mistrzostwa Europy w szachach w słoweńskich Brežicach. Zwycięstwo odniósł Niemiec Matthias Blübaum.
- 2–10 kwietnia
  - 63. Mistrzostwa Świata mężczyzn w curlingu w Las Vegas, w stanie Nevada. W finale reprezentanci Szwecji pokonali Kanadyjczyków 8:6. Brąz zdobyli Włosi, którzy wygrali z Amerykanami 13:4. Wyróżnieni zostali Szwed Christoffer Sundgren (lider), Kanadyjczycy Brett Gallant (drugi) i Brad Gushue (skip) oraz Szkot Kyle Waddell (trzeci).
  - Mistrzostwa Świata federacji WDF w dartach w angielskim Frimley Green. Tytuły mistrzowskie wywalczyli reprezentant Irlandii Północnej Neil Duff i Angielka Beau Greaves.
- 6–10 kwietnia
  - Finał Pucharu Świata w jeździectwie w niemieckim Lipsku. W skokach przez przeszkody najlepszy okazał się Szwajcar Martin Fuchs, natomiast w ujeżdżeniu Niemka Jessica von Bredow-Werndl.
  - 20. Mistrzostwa Świata federacji WPA w bilardowej „dziewiątce” w angielskim Milton Keynes. W finale Amerykanin Shane van Boening pokonał Austriaka Albina Ouschana 13:6.
- 7–9 kwietnia – Mistrzostwa Świata w łyżwiarstwie synchronicznym w Kanadzie. Zwycięstwo odniósł Kanadyjczyk Les Suprêmes.
- 9 kwietnia – 174. edycja prestiżowego konkursu jeździeckiego Grand National w angielskim Aintree. Wygrał Brytyjczyk Sam Waley-Cohen na koniu Noble Yeats.
- 7–10 kwietnia – 86. edycja golfowego turnieju Masters Tournament w amerykańskim mieście Augusta, w stanie Georgia. Tytuł mistrzowski wywalczył Amerykanin Scottie Scheffler.
- 8–10 kwietnia
  - 46. Mistrzostwa Świata w short tracku w Montrealu. Klasyfikację medalową wygrała reprezentacja Korei Południowej. Drugie miejsce zajęły Węgry, natomiast trzecie Kanada.
  - 64. edycja Final Four Euroligi kobiet w koszykówce. Po tytuł sięgnęły koszykarki Sopron Basket, które pokonały rywalki z tureckiego Fenerbahçe 80:55. Brąz zdobyły reprezentantki hiszpańskiego klubu Perfumerías Avenida, które wygrały z czeską ZVVZ USK Pragą 71:59. MVP turnieju została Francuzka Gabby Williams.
- 10–17 kwietnia – 115. edycja tenisowego turnieju Monte Carlo Masters. W grze pojedynczej triumfował Greczyn Stefanos Tsitsipas, natomiast w deblu Amerykanin Rajeev Ram i Brytyjczyk Joe Salisbury.
- 17 kwietnia – 119. edycja kolarskiego Paryż-Roubaix 2022. Zwycięstwo odniósł Holender Dylan van Baarle z brytyjskiej ekipy Ineos Grenadiers.
- 13–18 kwietnia – 15. edycja Euroligi hokejowej w hokeju na trawie mężczyzn w holenderskim Amstelveen. W finale hokeiści holenderskiego Bloemendaal pokonali rywalki z niemieckiego Rot-Weiss Kolonia 4:0. Po brąz sięgnęli zawodnicy angielskiego Surbiton, którzy wygrali z hokeistami hiszpańskiego Club de Campo 2:1. Najwięcej bramek strzelili Hiszpan Pau Cunill i Anglik Luke Taylor (cztery).
- 18 kwietnia – 37. edycja Maratonu Bostońskiego. Najlepsi okazali się reprezentanci Kenii – Evans Chebet i Peres Jepchirchir.
- 20–22 kwietnia – Mistrzostwa Świata w cheerleading w Stanach Zjednoczonych. Zwycięstwo odniosła reprezentacja USA.
- 20–24 kwietnia – Mistrzostwa Świata w kolarstwie górskim mistrzów w Argentynie. Najlepsza okazała się reprezentacja Argentyny.
- 24 kwietnia – 108. (6. u kobiet) edycja kolarskiego wyścigu Liège-Bastogne-Liège 2022. Triumfowali Belg Remco Evenepoel (Quick-Step Alpha Vinyl Team) i Holenderka Annemiek van Vleuten (Movistar Team).
- 25–29 kwietnia – Halowe Mistrzostwa Świata w bowls w angielskim Bristolu. Najlepsi okazali się reprezentanci Szkocji – Michael Stepney i Julie Forrest.
- 20–30 kwietnia – Mistrzostwa Świata w paralotniarstwie w Brazylii. Zwycięstwo odniosła reprezentacja Francji.
- 23–30 kwietnia – 14. Mistrzostwa świata par mieszanych w curlingu w Genewie. W finale reprezentanci Szkocji (w składzie: Eve Muirhead i Bobby Lammie) pokonała Szwajcarów (w składzie: Alina Pätz i Sven Michel) 9:7. Pojedynek o brązowy medal wygrali Niemcy (w składzie: Pia-Lisa Schöll i Pia-Lisa Schöll), którzy wygrali z Norwegami (w składzie: Maia Ramsfjell i Magnus Ramsfjell) 7:5.
- 25–30 kwietnia – 39. Mistrzostwa Europy w badmintonie w Madrycie. W grze pojedynczej po wygraną sięgnęli Duńczyk Viktor Andersen i Hiszpanka Carolina Marín. W deblu triumf odnieśli Niemcy Mark Lamsfuß i Marvin Seidel oraz Bułgarki Gabriela i Stefani Stojewowe. W grze mieszanej zwycięstwo odnieśli reprezentanci Niemiec – Lamsfuß i Isabel Lohau.

### Pozostałe miesiące
- 21 listopada–18 grudnia – Mistrzostwa Świata w Piłce Nożnej 2022 w Katarze[220]
- 20 marca–20 listopada – Formuła 1 Sezon 2022

## Zdarzenia astronomiczne
- przesilenie zimowe: 21 grudnia o 22:48
- równonoc wiosenna: 20 marca o 16:33
- przesilenie letnie: 21 czerwca o 11:14
- równonoc jesienna: 23 września o 03:04

## Nagrody Nobla
- z medycyny i fizjologii – Svante Pääbo
- z fizyki – Alain Aspect, John Clauser, Anton Zeilinger
- z chemii – Carolyn Bertozzi, Morten Meldal, Barry Sharpless
- z literatury – Annie Ernaux
- pokojowa – Aleś Bialacki, Stowarzyszenie Memoriał, Centrum Wolności Obywatelskich
- z ekonomii – Ben Bernanke, Douglas Diamond, Philip Dybvig

## Święta ruchome
- Tłusty czwartek: 24 lutego[221]
- Ostatki: 1 marca
- Popielec: 2 marca
- Niedziela Palmowa: 10 kwietnia
- Wielki Czwartek: 14 kwietnia
- Pamiątka śmierci Jezusa Chrystusa: 15 kwietnia
- Wielki Piątek: 15 kwietnia
- Wielka Sobota: 16 kwietnia
- Wielkanoc: 17 kwietnia
- Poniedziałek Wielkanocny: 18 kwietnia
- Wniebowstąpienie Pańskie: 29 maja
- Zesłanie Ducha Świętego: 5 czerwca
- Boże Ciało: 16 czerwca